# Prozess gegen O. J. Simpson

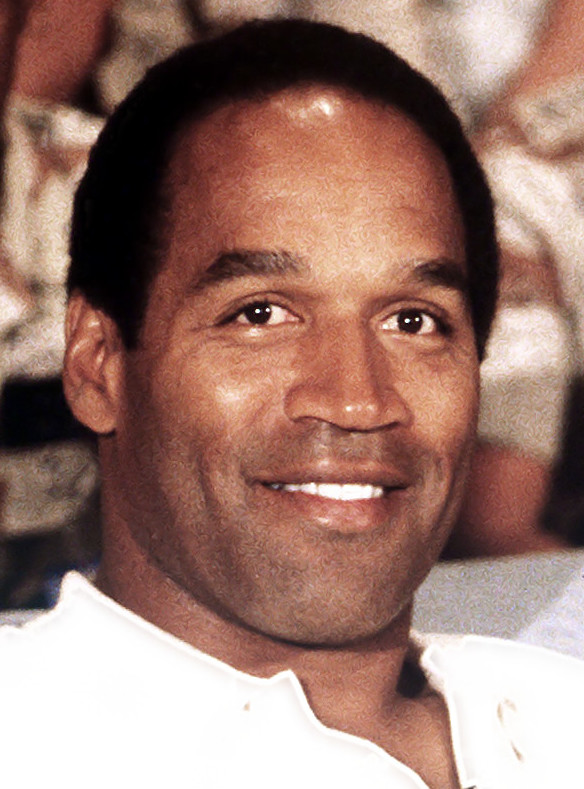
O. J. Simpson (1990)

Der Strafprozess gegen O. J. Simpson (offiziell: The People of the State of California vs. Orenthal James Simpson) war ein Gerichtsverfahren im Jahr 1995, in dem der ehemalige US-amerikanische Football-Star und Schauspieler O. J. Simpson wegen Mordes an seiner früheren Ehefrau Nicole Brown Simpson und dem Kellner Ronald Goldman angeklagt wurde. Der achtmonatige Prozess wurde live im US-amerikanischen Fernsehen übertragen und fand – nicht zuletzt wegen der im Prozessverlauf aufkommenden Rassismusvorwürfe – weltweit große Beachtung in den Medien. Von Teilen der US-Presse wurde das Verfahren als „Prozess des Jahrhunderts“ bezeichnet. Am 3. Oktober 1995 wurde Simpson vom Mordvorwurf freigesprochen. In einem nachfolgenden Zivilprozess gegen Simpson wurde den Opferfamilien jedoch eine Entschädigung von 33,5 Millionen US-Dollar zugesprochen.

## Vorgeschichte
O. J. Simpson war von 1985 bis 1992 in zweiter Ehe mit Nicole Brown verheiratet. Die in Frankfurt am Main geborene Tochter einer Deutschen und eines US-Amerikaners hatte den Football-Star im Jahr 1977 im Alter von 18 Jahren kennengelernt, während sie als Kellnerin in einem Nachtclub in Beverly Hills arbeitete. Simpson ließ sich im Jahr 1979 von seiner ersten Frau Marguerite scheiden und heiratete Brown sechs Jahre später. Simpson und Brown haben zwei gemeinsame Kinder: Sydney Brooke Simpson (* 1985) und Justin Ryan Simpson (* 1988). Während ihrer Beziehung machte Simpson seiner aus eher einfachen Verhältnissen stammenden Partnerin großzügige Geschenke. Unter anderem schenkte er Brown zwei Eigentumswohnungen in guter Lage. Auch die Familie von Nicole Brown wurde von Simpson finanziell unterstützt. Beispielsweise übernahm Simpson die hohen Studiengebühren für zwei Schwestern seiner Ehefrau.
In der siebenjährigen Ehe kam es Berichten zufolge wiederholt zu Übergriffen und häuslicher Gewalt. Bereits im Jahr der Eheschließung wurde der später auch in die Mordermittlungen involvierte Polizist Mark Fuhrman aufgrund eines Familienstreits zum Anwesen Simpsons gerufen. Fuhrman gibt an, Simpson in hocherregtem Zustand vorgefunden zu haben. Er habe mit einem Baseballschläger die Windschutzscheibe seines eigenen Autos eingeschlagen. Nicole Brown habe auf der Motorhaube des Autos gesessen und geweint. Da Brown keine weiteren Ermittlungen gewünscht habe, hätten Fuhrman und sein Kollege das Gelände wieder verlassen.
Bei einem Streit auf einer Neujahrsparty habe Simpson seine Frau so hart geschlagen, dass sein Handabdruck auf ihrem Rücken zu sehen gewesen sei. Bei einem weiteren Vorfall im Jahr 1989 berichteten neuerlich hinzugezogene Polizisten, Brown sei nur leicht bekleidet aus dem Haus gerannt und habe geschrien, ihr Ehemann wolle sie umbringen. An ihrem Gesicht seien Schrammen, Kratzer und Blutergüsse zu sehen gewesen. Bei der nachfolgenden Gerichtsvorladung wegen häuslicher Gewalt machte Simpson keine Einlassung zu seiner Schuld (Nolo contendere), bekannte sich also weder „schuldig“ noch „nicht schuldig“. Insgesamt wurde die Polizei mindestens neunmal wegen ähnlicher Vorfälle zum Haus der Simpsons gerufen. Die Staatsanwaltschaft im Verfahren von 1989 plädierte aufgrund der Schwere der Misshandlungen für eine einmonatige Freiheitsstrafe. Simpsons Gewaltproblem sei „tief verwurzelt“ und er sei eine Gefahr für seine Frau. Das Gericht ordnete jedoch keine Haft, sondern nur eine psychologische Betreuung an.
In einem undatierten emotionalen Brief, der in einem späteren Zivilprozess gegen Simpson als Beweismittel präsentiert wurde, beschreibt Nicole Brown ihre Ehe als in einem katastrophalen Zustand und schilderte wiederholte psychische und körperliche Misshandlung durch Simpson. Im Jahr 1992 reichte sie wegen „unüberbrückbarer Differenzen“ die Scheidung ein. Unter Vermeidung eines Prozesses einigten sich die Parteien am 15. Oktober 1992 auf eine einmalige Zahlung von 433.750 $ sowie monatlich 10.000 $ Kindesunterhalt an Nicole. Noch im Jahr nach der Scheidung alarmierte seine Ex-Frau wegen Simpsons Gewaltandrohungen die Polizei. Sie gab an, Simpson sei in ihr Haus eingebrochen und habe sie bedroht. Die Notrufmitschnitte, in denen Simpson teilweise schreiend im Hintergrund zu hören ist, wurden im Laufe des Prozesses veröffentlicht.
Brown und Simpson unternahmen mehrere Versuche, ihre Beziehung wieder aufzunehmen. Ein undatierter, jedoch offensichtlich nach der Trennung des Paares verfasster Brief, zeigt Browns Bemühungen um eine Versöhnung. Mit einer in Teilen hochemotionalen Wortwahl erklärt sie, wie sehr sie ihren Ex-Mann noch immer liebt und gibt sich die Schuld für die Beziehungsprobleme. Brown bezeichnet sich selbst als kontrollierend in der Beziehung. Sie sei depressiv und in einer Art Midlife-Crisis gewesen, wolle aber wieder mit Simpson zusammen sein und die Kinder gemeinsam erziehen.

„I always knew that what was going on with us was about me. […] I’m the one who was controlling. I wanted you to be faithful and be a perfect father. I was not accepting to who you are. […] I sank into a depression that I couldn’t control. I also agree with you now -- that I went through some sort of mid life crisis -- ‚that 30’s thing,‘ you called it […] I want to put our family back together! I want our kids to grow up with their parents. […] I want to be with you! I want to love you and cherish you, and make you smile. I want to wake up with you in the mornings and hold you at night. I want to hug and kiss you everyday. I want us to be the way we used to be. […]“

## Tathergang

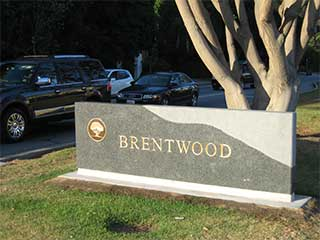
Brentwood, Los Angeles

Am Abend des 12. Juni 1994 besuchte Nicole Brown zusammen mit ihrer Mutter und ihren Kindern das Lokal „Mezzaluna“. Gegen 20:00 Uhr verließen sie das Lokal. Brown und ihre Kinder kehrten danach zu ihrem Townhouse 875 South Bundy Drive im noblen Stadtteil Brentwood zurück. Eine der Schwestern Browns meldete sich telefonisch im „Mezzaluna“, da Browns Mutter Juditha ihre Brille in dem Lokal vergessen hatte. Der Kellner Ronald „Ron“ Goldman, ein Bekannter Browns, erklärte sich bereit, die Brille noch in derselben Nacht bei Browns Anwesen abzugeben. Er verließ das Restaurant gegen 21:50 Uhr.
Kurz nach Mitternacht wurden die Leichen von Goldman und Brown im Eingangsbereich von Browns Anwesen gefunden, nachdem Passanten den offensichtlich verstörten Hund Browns mit blutverschmierten Pfoten bemerkt hatten und dieser sie zum Tatort geführt hatte. Die beiden Opfer wurden mit mehreren Messerstichen ermordet. Browns Verletzungen im Halsbereich waren so schwer, dass Kopfgelenk und beide Halsschlagadern durchtrennt und das Opfer dadurch beinahe enthauptet wurde. Goldman wurde gemäß einer Rekonstruktion des Tatgeschehens nach einem mehrminütigen Kampf mit dem Täter durch einen Schnitt in den Hals und mehrere Stiche in den Oberkörper getötet. Die Ermittler gingen davon aus, dass der Angriff Simpsons früherer Ehefrau galt und es sich bei dem hinzukommenden Goldman um ein Zufallsopfer handelte, da dieser den Tathergang womöglich beobachtet hatte. In den folgenden Stunden wurde der Tatort von den Kriminalbeamten Mark Fuhrman und Philip Vanatter gesichert und erste Beweismittel sichergestellt. Um 5:00 Uhr begaben sich dieselben Beamten zu Simpsons im selben Stadtteil gelegener Villa 360 North Rockingham Avenue und fanden dort nach eigenen Angaben erste Beweismittel, darunter laut Fuhrmans Aussagen Blutspuren in Simpsons Ford Bronco.
Der zu diesem Zeitpunkt noch nicht formell tatverdächtige Simpson hatte die Stadt nach Aussagen seines Chauffeurs Allan Park gegen 23:15 Uhr in einer Limousine verlassen und befand sich an Bord von American-Airlines-Flug 668 auf dem Weg nach Chicago. Für die Tatzeit hatte er kein Alibi, gab jedoch an, sich in seinem Haus in der North Rockingham Avenue befunden und auf den Flug nach Chicago vorbereitet zu haben. Die Distanz zwischen den Wohnorten von Simpson und seiner ehemaligen Frau beträgt etwa 3,2 Kilometer.

## Tatverdacht gegen O. J. Simpson und Festnahme

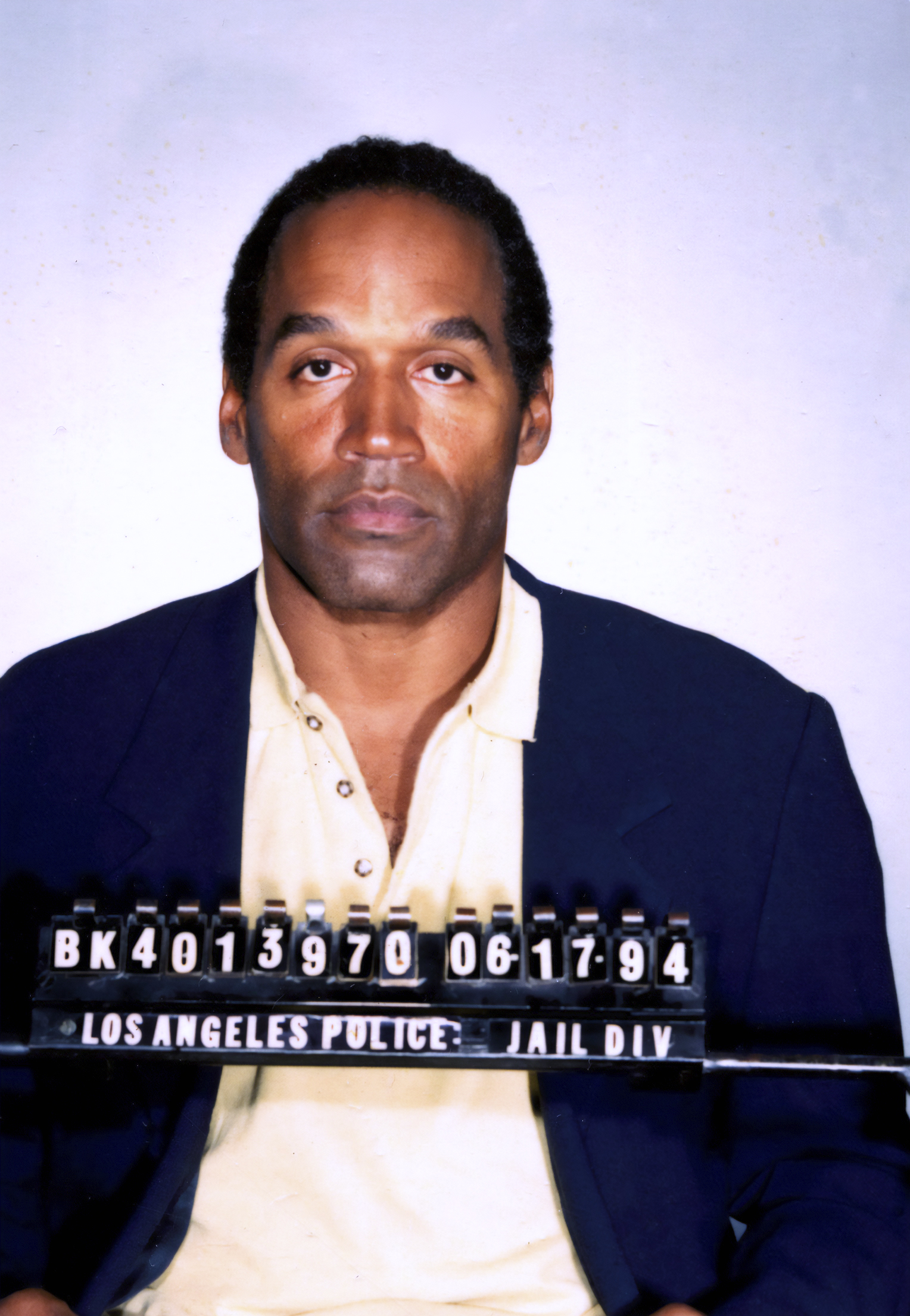
Polizeifoto von O. J. Simpson nach seiner Festnahme am 17. Juni 1994

Aufgrund der bekannten Vorgeschichte häuslicher Gewalt zwischen O. J. Simpson und seiner Ex-Frau und der Tatsache, dass Simpson kein offensichtliches Alibi vorzuweisen hatte, gelangte er schnell als möglicher Tatverdächtiger in den Fokus der Ermittlungen. Am 13. Juni 1994 kehrte er nach Aufforderung des Polizeidirektoriums wieder nach Los Angeles zurück und wurde dort aus seinem Haus von der Polizei abgeholt und anschließend für mehrere Stunden befragt. Obwohl Simpson zu diesem Zeitpunkt weder festgenommen wurde, noch formell als Beschuldigter galt, wurden ihm bei der Abholung von der Polizei Handschellen angelegt. Die folgenden vier Tage bis zum 17. Juni verbrachte er in Begleitung seiner Freundin Paula Barbieri im Haus seines Freundes und Anwalts Robert Kardashian.
In den Tagen bis zum 17. Juni verdichteten sich die Indizien für eine mögliche Täterschaft Simpsons. Insbesondere wurden Blutspuren, die ihm und den Opfern zugeordnet wurden, sowohl am Tatort als auch in seinem Haus gefunden. Sein bisheriger Anwalt Howard Weitzman legte daraufhin sein Mandat nieder und wurde von Simpson durch Robert Kardashian ersetzt. Kardashian erklärte im Auftrag seines Klienten, dieser sei unschuldig und habe sich zum Tatzeitpunkt in seinem Haus befunden. Am 17. Juni wurde offiziell Haftbefehl wegen zweifachen Mordverdachts gegen Simpson beantragt. Er stellte sich jedoch nicht, sondern floh zusammen mit seinem Freund Al Cowlings in dessen Auto, einem weißen Ford Bronco, auf dem Interstate Highway 405 (Simpsons eigenes Auto des gleichen Modells befand sich seit der Tatnacht in Polizeigewahrsam). Im Haus seines Anwalts Robert Kardashian hinterließ er ein Schreiben, welches von Kardashian öffentlich verlesen und als „Abschiedsbrief“ interpretiert wurde.
Simpsons Fluchtfahrzeug wurde von der Polizei schnell ausfindig gemacht und verfolgt, was in den Medien weithin als eine Verfolgungsjagd bezeichnet wurde, obwohl Simpsons Fahrzeug nur mit geringer Geschwindigkeit unterwegs war und die Polizei keine Anstalten unternahm, ihn auf offener Straße zu stoppen oder zu stellen. Die Verfolgungsjagd wurde live im TV übertragen, wofür sogar die Übertragung der zeitgleich stattfindenden NBA-Finals unterbrochen wurde. Während der Verfolgungsjagd drohte er mit Suizid und äußerte über sein Mobiltelefon gegenüber dem Polizisten Tom Lange, er habe mit den Morden nichts zu tun. Schließlich fuhr Simpson zu seinem Haus in der North Rockingham Avenue. 
Dort hatten in der Zwischenzeit Scharfschützen Position bezogen, die den Befehl erhalten hatten, nach eigenem Ermessen auch von der Schusswaffe Gebrauch zu machen, wenn Simpson für die Einsatzkräfte oder andere Menschen eine Gefahr darstellen sollte. Simpson ließ sich jedoch nach längeren Verhandlungen widerstandslos festnehmen. Bei seiner Festnahme wurden ein Reisepass, 8700 US-Dollar in bar und ein falscher Schnurrbart gefunden, was aus Sicht der Polizei den Schluss nahelegte, Simpson habe das Land verlassen und untertauchen wollen. Simpson gab an, er habe das Grab seiner Ex-Frau besuchen wollen.
Nach der Festnahme wurde Simpson als selbstmordgefährdet eingestuft und seine Zelle auch nachts beleuchtet und in kurzen Zeitabständen kontrolliert. Simpson erklärte in einem späteren Interview damit seinen apathisch wirkenden Zustand bei seiner Vorführung vor die Haftrichterin. Aufgrund der Bekanntheit Simpsons wurde eine Unterbringung in Einzelhaft angeordnet, wo Simpson eigenen Angaben zufolge seine gesamte 16-monatige Zeit in Untersuchungshaft verbrachte.

## Prozess

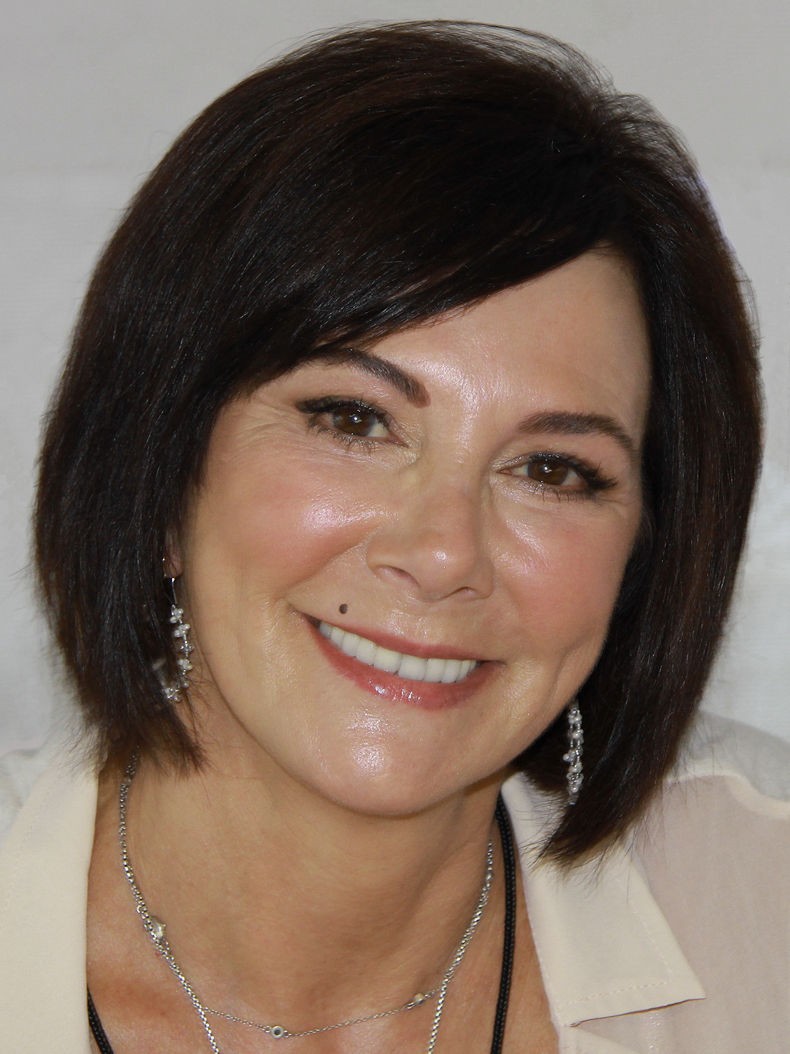
Chefanklägerin Marcia Clark (2011, Larry D. Moore)

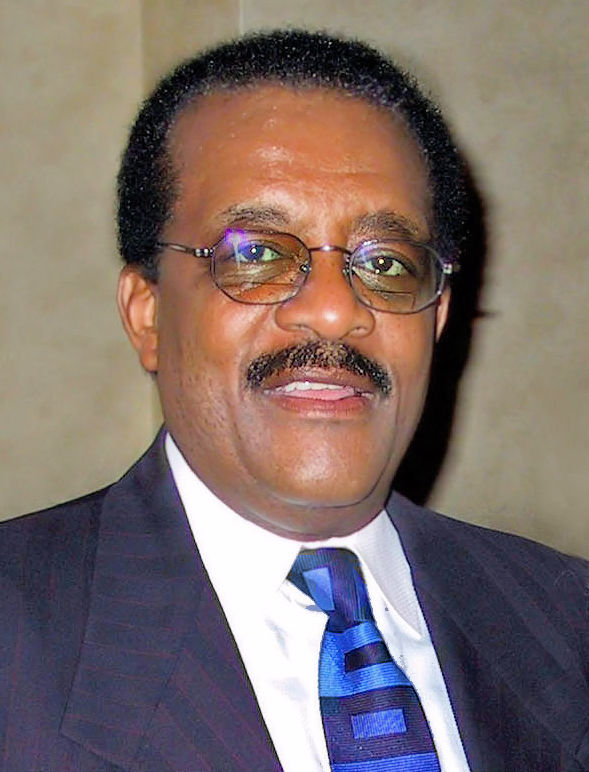
Simpsons Hauptverteidiger Johnnie L. Cochran (2001)

Am 20. Juni 1994 fand die erste Anhörung Simpsons vor dem Superior Court von Los Angeles statt. Die Anklage lautete auf
zweifachen vorsätzlichen Mord („1st degree murder“) nach Sektion 187A des Strafrechts des Staates Kalifornien. Simpson bekannte sich in beiden Anklagepunkten „nicht schuldig“. Eine Freilassung auf Kaution lehnte das Gericht wegen dringenden Tatverdachts ab. Nach einer einwöchigen juristisch bedingten Prozessverzögerung entschied die Richterin Kathleen Kennedy-Powell am 30. Juni, dass die vorliegenden Indizien für eine formelle Mordanklage ausreichten. Simpson setzte daraufhin eine Belohnung von 500.000 US-Dollar für Hinweise auf die „wahren Täter“ aus.
Der eigentliche Strafprozess begann am 22. Juli 1994 unter dem Vorsitz des Richters Lance Ito. Entgegen einem ungeschriebenen Gesetz, dass ein Bekenntnis vor Gericht nur auf „schuldig“ oder „nicht schuldig“ lauten kann, bekannte sich Simpson mit den Worten „Absolut, 100 % nicht schuldig“. Darauffolgend wurde der Prozessort vom Gericht von Santa Monica in das Stadtzentrum von Los Angeles verlegt. Generell finden Prozesse im US-amerikanischen Rechtssystem in dem Justizdistrikt statt, in dem sich das zu verhandelnde Verbrechen ereignet hat. Als Begründung für die Verlegung wurden das große Medieninteresse, Sicherheitsbedenken und Erdbebenschäden am Gerichtsgebäude in Santa Monica angegeben. Die Verlegung hatte Prozessbeobachtern zufolge weitreichende Konsequenzen für die spätere Auswahl der Jurymitglieder, da in den zentrumsnahen Stadtteilen der Anteil möglicher schwarzer Geschworener deutlich höher liegt als im wohlhabenden Santa Monica, was für den ebenfalls schwarzen Simpson von Vorteil sein konnte.

### Ankläger
Die Anklage wurde von den zuständigen Staatsanwälten Marcia Clark und Christopher Darden vertreten. Die damals 40-jährige Clark, eine erfahrene Juristin, die bereits 19 Verurteilungen in Mordverfahren erreicht hatte, wurde zur Hauptanklägerin bestellt. Der 38-jährige Darden war seit 15 Jahren in der Staatsanwaltschaft tätig gewesen und auf die Verfolgung von Gewaltverbrechen spezialisiert. Die Anklage entschied sich dafür, die im Bundesstaat Kalifornien für bestimmte Mordvergehen wie etwa einen Doppelmord mögliche Todesstrafe nicht anzustreben, sondern eine Verurteilung zu lebenslanger Freiheitsstrafe ohne Begnadigungsmöglichkeit erreichen zu wollen.

### Verteidiger
Simpson engagierte eine Reihe von teils landesweit bekannten Staranwälten für seine Verteidigung. Übereinstimmenden Einschätzungen zufolge handelte es sich bei dem aufgebotenen Team um anerkannte Experten. In den Medien wurde Simpsons Rechtsbeistand als Dreamteam bezeichnet, in dem die besten Verteidiger, die „für Geld zu haben sind“, vereinigt seien. Zu seinem Team gehörten sein Freund und Geschäftspartner Robert Kardashian, die Anwälte Robert Shapiro und F. Lee Bailey, die bereits mehrfach Prominente vertreten hatten, der Harvardprofessor Alan Dershowitz sowie der auf DNA-Analysen spezialisierte Barry Scheck. Als Hauptverteidiger bestimmte Simpson den schwarzen Anwalt Johnnie Cochran, der bereits in mehreren aufsehenerregenden Verfahren schwarze Angeklagte vertreten hatte. Neben seinen Rechtsanwälten beauftragte Simpson im Prozessverlauf eine Reihe von Anwaltsgehilfen, Privatdetektiven, Kriminalisten, Psychologen, Forensiker und DNA-Experten. Für seine Verteidigung soll er mehrere Millionen US-Dollar ausgegeben haben. Sein Gesamtvermögen wurde zum damaligen Zeitpunkt auf 10,8 Millionen US-Dollar geschätzt.

### Jury
Im US-amerikanischen Rechtssystem hat jeder Beschuldigte, der einer Straftat angeklagt wird, gemäß dem Sechsten Verfassungszusatz der Verfassung der Vereinigten Staaten das Recht auf ein Verfahren vor einem Geschworenengericht (englisch trial by jury). Über Schuld oder Unschuld des Angeklagten entscheidet eine Jury, in der einfache Bürger des Justizdistrikts, in dem sich die Straftat ereignet hat, als Geschworene vereidigt werden. Lautet die Anklage auf Mord, so müssen die Ankläger der Jury Beweise darlegen, die die Schuld des Angeklagten belegen, sodass keine vernünftigen Zweifel mehr an seiner Schuld bestehen (englisch guilty beyond reasonable doubt).
Besondere Relevanz hatte bei der Auswahl der Jury die Frage nach der ethnischen Zugehörigkeit und dem Geschlecht der Jurymitglieder. Die Hauptanklägerin Marcia Clark drängte auf einen hohen Frauenanteil, da diese sich nach ihrer Meinung eher mit einem Opfer häuslicher Gewalt identifizieren würden. Die Verteidigung war darauf bedacht, einen hohen Anteil schwarzer Juroren zu erreichen, da davon ausgegangen wurde, dass diese einem schwarzen Angeklagten positiver gegenüberstehen würden und empfänglicher für Vorwürfe von Rassismus und Vorverurteilung durch die Ermittler des Los Angeles Police Department sein würden. 
Die kurzfristige Verlegung des Prozessortes von Santa Monica, einem wohlhabenden Vorort mit überwiegend weißer Bevölkerung, in den Innenstadtbereich von Los Angeles mit höherem Minderheitenanteil kam der Verteidigung hierbei zugute. Im ursprünglichen Jurypool waren 40 % Weiße, 28 % Schwarze, 17 % Hispanoamerikaner und 15 % Personen asiatischer Abstammung. In der von Verteidigung und Anklage nach zweimonatigen Verhandlungen akzeptierten Jury befanden sich acht schwarze Frauen, ein schwarzer Mann, ein lateinamerikanischstämmiger Mann, ein asiatischer Mann und nur eine weiße Frau. Die Verteidigung akzeptierte also einen hohen Frauenanteil, die Ankläger einen hohen Anteil schwarzer Juroren. Für dieses Zugeständnis an die Verteidigung, das Clark gegen den ausdrücklichen Rat ihres Beraters für die Jury-Selektion Donald Vinson akzeptierte, wurde die Anklagevertretung in Medien und juristischen Fachkreisen teils scharf kritisiert.
Aufgrund des großen Medieninteresses und der hohen Bekanntheit des Angeklagten wurde die Jury auf Anordnung des vorsitzenden Richters von der Öffentlichkeit abgeschirmt und für die Dauer des gesamten Prozesses in einem Hotel einquartiert. Besuche, Telefongespräche und Briefverkehr wurden überwacht. Eine solche Abschirmung (englisch sequestration) sieht das Recht der Vereinigten Staaten vor, wenn eine hohe Gefahr besteht, dass Jurymitglieder im täglichen Leben unbillig beeinflusst, bestochen oder bedroht und damit in ihrer Objektivität eingeschränkt werden könnten.

## Strategie der Anklage
Die Staatsanwaltschaft legte keine direkten Beweise für die Schuld des Angeklagten vor. Es fanden sich trotz intensiver Befragung aller Nachbarn keine Augenzeugen für die Tat. Die Ermittler fanden außerdem weder die Tatwaffe noch Simpsons Fingerabdrücke am Tatort. Trotzdem behauptete die Anklage, die Beweislast gegen Simpson sei geradezu erdrückend (an ocean of evidence). Um eine Verurteilung zu erreichen, konzentrierte sich die Hauptanklägerin Marcia Clark auf das vorliegende Mordmotiv, Simpsons fehlendes Alibi und die von den Ermittlungsbehörden sichergestellten forensischen Indizien.

### Mordmotiv
Die Staatsanwaltschaft verwies darauf, dass Simpson seine Frau, bei der die beiden gemeinsamen Kinder lebten, auch nach der Scheidung immer wieder aufgesucht sowie teils gewalttätig belästigt und verfolgt habe. Während der Ehe waren mehrere Vorfälle häuslicher Gewalt bei der Polizei aktenkundig geworden. Auch nach der Scheidung sah sich das Opfer immer wieder genötigt, sich wegen Bedrohungen durch ihren Ex-Ehemann bei der Polizei zu melden, wobei Mitschnitte der Notrufe vorlagen, in denen Simpson teils schreiend im Hintergrund zu hören ist. Die „Zündschnur“ (fuse), die schließlich zum Mord an seiner Ex-Frau geführt habe, habe schon längere Zeit gebrannt. Noch am Tatabend bei einer Tanzaufführung seiner Tochter habe es Streit zwischen den beiden gegeben, da Brown Simpson nur wenige Momente alleine mit seiner Tochter habe verbringen lassen. Zudem habe seine Freundin Paula Barbieri ihn am Abend der Tat abgewiesen und mehrere seiner Anrufe nicht entgegengenommen. Simpson hatte in seinem Polizeiverhör am Tag nach der Tatnacht angegeben, am Tag vor der Tat mit Barbieri bei einem Empfang gewesen zu sein und sie am Tatabend aber nicht gesprochen zu haben. Am selben Abend habe Simpson außerdem seinem Mitbewohner Kato Kaelin gesagt, die Beziehung mit seiner Ex-Frau sei jetzt endgültig vorbei. Simpson habe die Trennung von seiner Frau nie verwunden und sei auch nach der Scheidung noch besitzergreifend und eifersüchtig gewesen. Als sie sich endgültig von ihm abzuwenden drohte, habe er in seiner Wut und Verzweiflung den Entschluss gefasst, seine Ex-Frau zu töten.

### Fehlendes Alibi
Durch die Autopsie der Mordopfer und den Auffindezeitpunkt der Leichen kurz nach Mitternacht konnte der Todeszeitpunkt der Opfer auf einen möglichen Zeitraum von 21:00 Uhr bis 23:55 Uhr eingegrenzt werden. Die Ankläger gingen davon aus, dass der Mord sich gegen 22:15 Uhr ereignet hat. Sie rekonstruierten diesen Zeitpunkt anhand von Zeugenaussagen zu plötzlich einsetzendem Hundegebell am Tatort um etwa diese Uhrzeit sowie dem Zeitpunkt, zu dem Ronald Goldman das Lokal Mezzaluna verlassen hatte, um die Brille von Browns Mutter beim Haus des Opfers abzugeben. Für die Zeit vor 21:40 Uhr und nach 22:55 Uhr ist Simpsons Alibi gemäß einer Übereinkunft (stipulation) von Verteidigung und Staatsanwaltschaft unumstritten. Zeugenaussagen seines Mitbewohners Kato Kaelin und seines Chauffeurs Alan Park belegen, dass er sich in seinem Haus in der North Rockingham Avenue aufgehalten hat. In der Zeit dazwischen ist Simpsons Aufenthaltsort jedoch unsicher. Er selbst gab an, sich in und vor seinem Haus aufgehalten und sich auf seinen geplanten Flug nach Chicago vorbereitet zu haben. Es blieb folglich ein Zeitfenster von 75 Minuten für Simpson, um zum Haus seiner Ex-Frau am South Bundy Drive zu fahren, die Morde zu verüben, wieder zurückzukehren und vor der Abfahrt zum Flughafen seine Kleidung zu wechseln. Die Fahrtdistanz zwischen beiden Orten beträgt bei normalem Verkehr weniger als 10 Minuten. Der Polizeibeamte Philip Vannatter fuhr während der Ermittlungen mit einem Kollegen die aus seiner Sicht wahrscheinlichste Route zwischen den beiden Wohnorten unter normalen Verkehrsbedingungen und unter Einhaltung der Verkehrsregeln ab und fertigte darüber ein Video an, welches im Prozess als Beweismittel zugelassen wurde. Die einfache Fahrzeit betrug 5 Minuten und 22 Sekunden.
Zur Theorie der Anklage passend sagte ein eigentlich von der Verteidigung berufener Zeuge im Prozessverlauf aus, er habe gegen 22:45 Uhr in unmittelbarer Nähe zu Nicole Browns Wohnung einen weißen „Chevrolet Blazer, Jeep Cherokee oder Ford Bronco“ gesehen, der ungewöhnlich schnell beschleunigt habe, und sich in südlicher Richtung von Browns Wohnung entfernt habe. Die Scheiben des Fahrzeugs seien abgedunkelt gewesen (was auch auf Simpsons Ford Bronco zutrifft). Der Zeuge gab außerdem an, gegen 22:40 Uhr vom Vorgarten von Browns Haus her zuerst die Stimme eines jüngeren Mannes gehört zu haben, der „Hey! Hey! Hey!“ gerufen habe, gefolgt von einer erregt klingenden Stimme eines älteren Mannes.

### Forensische Indizien
Der Kern der Anklagestrategie beruhte auf den am Tatort, in Simpsons Auto und in dessen Haus in der North Rockingham Avenue sichergestellten forensischen Indizien. An allen drei Orten fanden sich Blutspuren, die mittels den DNA-Analysemethoden Restriktionsfragmentlängenpolymorphismus (RFLP) und Polymerase-Kettenreaktion (PCR) Simpson und den beiden Mordopfern zugeordnet wurden. Außerdem wurden blutverschmierte Kleidungsstücke, insbesondere jeweils ein Teil eines Handschuhpaares, sowohl am Tatort als auch vor und in Simpsons Haus gefunden. Eine Blutspur („trail of blood“) führe vom Tatort zu Simpsons Residenz und lasse keinen Zweifel an seiner Schuld, so die Anklage. An den am Tatort und auf Simpsons Anwesen gefundenen Kleidungsstücken sowie auf der Kleidung der Mordopfer wurden außerdem Haare und Faserspuren gefunden, die gemäß einer forensischen Analyse in ihrer Struktur mit den Haaren Simpsons und den Fasern der Fußmatten seines Ford Broncos übereinstimmen.

## Strategie der Verteidigung
Die Verteidigung war mit einer überwältigenden Indizienlage gegen ihren Mandanten konfrontiert. Von Beginn an zielte ihre Strategie nicht darauf ab, die Unschuld Simpsons zu beweisen. Vielmehr war das Ziel seiner Anwälte, Zweifel zu säen, die einen Freispruch nach dem Reasonable-Doubt-Standard erzwingen. Simpsons Verteidigung präsentierte kein schlüssiges Alibi. Hinweise auf einen möglichen anderen Täter wurden nur am Rande thematisiert. Stattdessen konzentrierten sich die Verteidiger darauf, die Theorie der Anklage zu Simpsons Motiv, die zeitliche Abfolge der Morde, die Glaubwürdigkeit von Zeugen der Anklage und vor allem die forensischen Indizien in Zweifel zu ziehen. Der „Ozean an Beweisen“ der Anklage entpuppe sich bei näherem Hinsehen laut Verteidigung als kleines Rinnsal:

„When you see people tell you about mountains of evidence and oceans of evidence, their ocean soon becomes little streams, their mountains become molehills.“

### Zweifel am Motiv
Entgegen den Ausführungen der Staatsanwaltschaft behaupteten die Verteidiger, Simpson sei am Tattag keineswegs eifersüchtig und frustriert gewesen. Die Fälle häuslicher Gewalt lägen lange zurück, der letzte Vorfall körperlicher Gewalt habe sich 1989 ereignet. In der Tat sei es Brown gewesen, die eine Versöhnung mit ihrem Ex-Mann gewünscht habe, worauf einer ihrer Briefe an Simpson aus dem Jahr 1993 hindeutet, in dem sie schreibt, dass sie ihren Ex-Mann immer noch liebe, zu ihm zurückkehren und für immer mit ihm zusammenbleiben wolle. Simpson führe mit seiner neuen Freundin Paula Barbieri eine glückliche Beziehung. Barbieri unterstütze ihn auch während des Prozesses und habe die Beziehung nicht beendet, obwohl er seit Monaten im Gefängnis sitzt. Nach Ende des Prozesses bestätigte Barbieri grundsätzlich, auch während des Prozesses weiter mit Simpson liiert gewesen zu sein, beendete die Beziehung jedoch kurz nach seinem Freispruch. Simpsons Anwälte präsentierten außerdem ein Video vom Abend der Morde, das ihren Mandanten bei einer, nach Darstellung der Verteidiger, liebevollen Verabschiedung von seinen Kindern und Mitgliedern der Opferfamilie in einer ruhigen und gelösten Stimmung zeigt.

### Zweifel an der zeitlichen Abfolge der Tatnacht
Die Anklage ging davon aus, dass sich die Morde etwa um 22:15 Uhr ereigneten. Zu dieser Zeit war Simpsons Aufenthaltsort unbekannt. Die Verteidigung war bemüht, die von der Anklage vorgegebene Zeitabfolge in Zweifel zu ziehen. Hätte sich der Mord nur 30 Minuten früher oder später ereignet, wäre Simpson als Täter sehr wahrscheinlich ausgeschieden, da Zeugenaussagen vor 21.40 Uhr und nach 22:55 Uhr seine Anwesenheit in seinem Haus belegen. Hätte sich der Mord 30 Minuten früher, um 21:45 Uhr, ereignet, hätte Simpson nach 21:40 Uhr nur fünf Minuten Zeit für die Fahrt durch den Abendverkehr und den Mord an seiner Ex-Frau gehabt. Außerdem hätte er sich nach dem Mord etwa eine weitere halbe Stunde auf dem Gelände aufhalten müssen, um den nachweislich erst deutlich später hinzugekommenen Goldman ebenfalls ermorden zu können. Hätte der Mordzeitpunkt 30 Minuten später gelegen, gegen 22:45 Uhr, hätte Simpson nur 10 Minuten Zeit gehabt für einen (nach Expertenaussage mehrminütigen) Kampf, die beiden Morde, die Rückkehr zu seinem Haus sowie für Waschen und Umziehen. Gegen 22:55 Uhr meldete sich Simpson über die Sprechanlage seines Hauses bei seinem Fahrer Allan Park, der bei der späteren Fahrt zum Flughafen keinerlei Kampf- oder Blutspuren an Simpsons Körper und Kleidung habe erkennen können.
Die Verteidigung präsentierte eine Reihe von Zeugen aus Browns Nachbarschaft, die angaben, am von der Staatsanwaltschaft angenommenen Tatzeitpunkt noch kein Hundegebell vernommen zu haben und keine fremde Person auf Browns Grundstück gesehen zu haben. So sagten die Zeugen Danny Mandel und Ellen Aaronson übereinstimmend aus, am Abend der Tat gegen 22:25 Uhr an Nicole Browns Haus vorbeigegangen zu sein, und weder Hundegebell gehört, noch Blutspuren am Weg durch den Vorgarten von Browns Haus gesehen zu haben und auch sonst nichts Auffälliges bemerkt zu haben. Eine mit Nicole Brown persönlich bekannte Zeugin aus direkter Nachbarschaft gab an, es sei am Tatabend in der Gegend um Browns Haus gegen 22:25 Uhr „außergewöhnlich still“ (exceptionally quiet) gewesen. Simpsons Nachbarin Rosa Lopez sagte außerdem aus, um 22:00 Uhr einen weißen Ford Bronco vor Simpsons Haus gesehen zu haben. Ebenso war zwischen Anklage und Verteidigung umstritten, wie lange sich Ronald Goldman nach seinem Weggang aus dem „Mezzaluna“ um ca. 21:50 Uhr in seiner in unmittelbarer Nähe gelegenen Wohnung aufhielt, um sich vor dem Botengang zu Browns Haus umzuziehen. Die Anklage ging davon aus, dass er seine Wohnung rasch wieder verlassen habe und daher bereits um 22:15 Uhr an Browns Haus angekommen sei. Die Verteidigung verwies darauf, dass es für eine kurze Verweildauer Goldmans in seiner Wohnung keinerlei Beweise gebe und er auch erst deutlich später am Tatort hätte eintreffen können.
Die Bestimmung des Tatzeitpunktes war ein im Prozessverlauf zwischen Anklage und Verteidigung besonders hart umkämpfter Streitpunkt. Der genauen Tatzeit kommt enorme Bedeutung zu, da die Anweisungen an die Geschworenen vor der Urteilsfindung in Mordprozessen ausdrücklich darauf hinweisen, dass „vernünftige Zweifel“ darüber, ob der Angeklagte zur Tatzeit am Tatort war, ungeachtet aller anderer Beweismittel zu einem Freispruch führen müssen.

„Evidence has been received for the purpose of showing that the defendant was not present at the time and place of the commission of the alleged crime for which he is here on trial. If, after a consideration of all the evidence, you have a reasonable doubt that the defendant was present at the time the crime was committed, you must find him not guilty.“

Außerdem wird die Jury ausdrücklich angewiesen, bei Vorliegen zweier gleichermaßen vernünftiger Ausführungen über einen bestimmten Sachverhalt, der Version Glauben zu schenken, die auf die Unschuld des Angeklagten hindeutet und die belastende Version zu verwerfen (In dubio pro reo).

„[I]f the circumstantial evidence as to any particular count is susceptible of two reasonable interpretations, one of which points to the defendant's guilt, and the other to his innocence, you must adopt that interpretation which points to the defendant's innocence and reject that interpretation which points to his guilt.“

Simpsons Anwälte argumentierten, die Unfähigkeit der Anklage, den Mordzeitpunkt und den Zeitpunkt von Goldmans Eintreffen genau zu bestimmen, erwecke „vernünftige Zweifel“ an der möglichen Anwesenheit ihres Mandanten am Tatort, da Simpson am Tatabend nur in einem engen Zeitfenster kein Alibi hat. Bei nur geringer Verschiebung der von der Anklage vorgebrachten zeitlichen Abfolge hätte Simpson gar nicht am Tatort sein können. Der Angeklagte sei daher freizusprechen.

### Zweifel an der Glaubwürdigkeit der Zeugen
Simpsons Anwälte versuchten von Beginn an in gezielter Art und Weise die Integrität und Verlässlichkeit der Belastungszeugen der Anklage in Zweifel zu ziehen (witness impeachment). Unter besonderem Druck stand dabei der Ermittler Mark Fuhrman, ein Hauptbelastungszeuge, der angab, den blutigen Handschuh auf Simpsons Anwesen gefunden und damit das wichtigste Verbindungsglied zum Tatort hergestellt zu haben. Im Laufe des Prozesses wurden Fuhrman rassistische Äußerungen über Schwarze nachgewiesen. Außerdem wurde er beschuldigt, den Handschuh eigens auf Simpsons Grundstück platziert zu haben, um Simpson der Tat beschuldigen zu können. Anderen Polizeibeamten wurde Inkompetenz, Ungenauigkeit und Achtlosigkeit bei den Ermittlungen vorgeworfen.

### Zweifel an den forensischen Indizien
Als Hauptangriffspunkt dienten der Verteidigung die von den Ermittlern vorgebrachten forensischen Indizien. Hierbei versuchten Simpsons Anwälte, die Integrität der Ermittler und die Verlässlichkeit der Indizien in Zweifel zu ziehen. Spuren seien falsch oder nur unzureichend gesichert, Blutproben im Polizeilabor kontaminiert und DNA durch falsche Handhabung zerstört worden. Mutmaßlich von Simpson stammende Haare sowie Faserspuren der Fußmatten von Simpsons Ford Bronco, die auf der Kleidung der Opfer gefunden wurden, könnten plausibel damit erklärt werden, dass Nicole Browns Hund am Tatabend mit blutverschmierten Pfoten am Tatort aufgefunden worden sei, und am Folgetag von den Ermittlern nicht konsequent vom Tatort ferngehalten wurde. Da Simpson sich regelmäßig vor Browns Haus aufgehalten habe, um seine Kinder abzuholen, und die Kinder gelegentlich Passagiere in Simpsons Ford Bronco waren, sei eine Verschleppung von Haaren und Fasern durch Browns Hund an den Tatort – den Vorgarten von Browns Haus – möglich. Außerdem nutzten die am Tatort eintreffenden Ermittler zunächst eine Decke aus Nicole Browns Haus, um die vom Gehweg aus deutlich sichtbaren Leichen der Mordopfer abzudecken. Durch diese Maßnahme allein sei eine Verunreinigung des Tatortes durch eine Vielzahl möglicher Haare und Fasern möglich.
Unklar sei außerdem, wer zu welcher Zeit im Besitz von Simpsons Blut und am Tatort gefundener belastender Kleidungsstücke gewesen sei; die Handhabung der Beweismittel sei insgesamt verdächtig. Darüber hinaus beschuldigten Simpsons Anwälte die Ermittler des Los Angeles Police Department, Simpson bereits bei den Ermittlungen als aus ihrer Sicht einzig in Frage kommenden Täter vorverurteilt zu haben und aus opportunistischen oder rassistischen Motiven Blutspuren und andere Beweismittel absichtlich am Tatort sowie bei und in seinem Haus platziert zu haben.

## Belastende Indizien
Die Anklage führte im Prozess eine Reihe von Indizien an, um ihre Mordtheorie zu beweisen. Die Verteidigung versuchte, gegenteilige Indizien zu präsentieren oder die Integrität der Beweismittel zu beschädigen. Nicht selten wurden hierbei dieselben Indizien von der Staatsanwaltschaft als belastend und von Simpsons Anwälten als entlastend gewertet.

### Vergangene Vorfälle häuslicher Gewalt
Gemäß der Zeugenaussage des Polizeibeamten Detective John Edwards wurde am frühen Morgen gegen 4 Uhr des Neujahrstags des Jahres 1989 von der Adresse 360 North Rockingham Avenue, dem Anwesen O. J. Simpsons, ein Notruf abgesendet, in dem eine Frau schreiend zu hören war. Die Notrufzentrale vermutete einen Fall von Gewaltanwendung und schickte Edwards und seine Partnerin in einem Streifenwagen, um dort nach dem Rechten zu sehen. Nachdem Edwards vor Ort eingetroffen war und mit Simpsons Hausmädchen gesprochen hatte, lief eine nur mit einem Büstenhalter und einer Jogginghose bekleidete Frau auf ihn zu, die sich offensichtlich vorher im Gebüsch versteckt hatte, und schrie mehrmals in hysterischem Tonfall „Er wird mich töten!“. Auf Rückfrage des Polizisten gab die Frau an, mit „Er“ sei O. J. Simpson gemeint. Daraufhin sei O. J. Simpson in einem Bademantel in der Hauseinfahrt erschienen und habe geschrien, er wolle diese Frau nicht mehr in seinem Bett und habe zwei andere Frauen. Simpsons Tonfall sei extrem laut gewesen und habe „tollwütig“ („rabid“) gewirkt. Edwards identifizierte die Frau als Nicole Brown. Nach Aussage des Beamten zeigte Brown klare Anzeichen von Misshandlung wie blaue Flecken, offene Wunden im Gesicht und Würgespuren am Hals. Edwards teilte Simpson mit, er sei wegen häuslicher Gewalt („spousal battery“) festgenommen, solle sich anziehen und ihm aufs Polizeirevier folgen. Daraufhin floh Simpson in seinem Bentley. Edwards verfolgte ihn in seinem Streifenwagen, konnte ihn jedoch nicht mehr einholen. Auf dem Revier gab Brown gegenüber Edwards an, der Streit habe sich daran entzündet, dass ihr Ehemann Sex mit seiner persönlichen Sekretärin gehabt habe. Außerdem habe sich Brown darüber beklagt, dass die Polizei bereits achtmal wegen häuslicher Gewalt gerufen worden und trotzdem niemals gegen ihren Ehemann vorgegangen sei.
Infolge des Vorfalls von 1989 schrieb der Polizeibeamte Mark Fuhrman am 18. Januar einen Brief an den Bezirksstaatsanwalt, in dem er eine mutmaßlich weitere Episode häuslicher Gewalt schilderte, die sich 1985 zugetragen haben soll: Er sei 1985 wegen des Verdachts häuslicher Gewalt zu Simpsons Anwesen gerufen worden. Dort habe er eine weinende Frau vorgefunden, die auf der Motorhaube eines Autos der Marke Mercedes saß. Die Frau habe helles Haar gehabt, er könne sie jedoch nicht genauer identifizieren, da sie ihr Gesicht mit den Händen bedeckt hielt. Die Windschutzscheibe des Autos sei zersplittert gewesen. Im Hof sei der sichtlich erregte O. J. Simpson auf und ab gelaufen. Auf die Frage, wer die Scheibe zerbrochen habe, antwortete die Frau, O. J. Simpson habe sie mit einem Baseballschläger zertrümmert, was Simpson dann ebenfalls bejaht habe. Er dürfe dies tun, da das Auto sein Eigentum sei. Die Frau lehnte es jedoch ab, Anzeige zu erstatten.
Am 25. Oktober 1993 wählte Nicole Brown in ca. 10-minütigem Abstand zweimal den Notruf und forderte eine Polizeistreife an. Ihr Ex-Mann sei in ihr Haus eingebrochen und würde herumschreien. Er sei verrückt geworden, habe ihr Telefonbuch an sich genommen und wolle sie zusammenschlagen. Kurze Zeit später hörte man Simpson im Hintergrund aufgebracht herumschreien, unter anderem über einen Mann namens „Keith“. Dieser sei ein stinkender Mistkerl („shunk“). Nach einhelliger Meinung handelt es sich hierbei um Keith Zlomsowitch, den Inhaber des Mezzaluna-Restaurants, mit dem Brown zu dieser Zeit eine kurze Affäre unterhielt. Der zweite Notruf wurde von der zuständigen Disponentin als „potenziell lebensgefährlich“ eingestuft. Der Polizeibeamte vor Ort erstattete Anzeige wegen Hausfriedensbruch und klassifizierte den Vorfall als „häusliche Gewalt“ („domestic violence“). Zu einer weiteren Strafverfolgung kam es jedoch nicht.
Denise Brown, die Schwester des Mordopfers, berichtete als Zeugin von einem Vorfall aus dem Jahr 1977. Simpson habe seine damalige Freundin Nicole Brown in einer Discothek plötzlich im Schritt gepackt und den umstehenden Partygästen zugerufen, „dies hier“ sei sein Eigentum. Als sie ihn später zu Hause darauf ansprach, sei er ausgerastet und habe sie und ihre Schwester gewaltsam aus dem Haus geworfen. Sie hätten die Nacht in einem Hotel verbringen müssen. Außerdem gab sie an, Simpson habe ihre Schwester nach deren Schwangerschaft als „fettes Schwein“ bezeichnet.
Der mit Simpson befreundete Polizeibeamte Ronald Shipp sagte in seiner Zeugenvernehmung aus, Simpson habe ihm am Tag nach der Mordnacht anvertraut, dass er davon geträumt habe, seine Ehefrau umzubringen. Außerdem habe Simpson ihm gesagt, er sei „krankhaft eifersüchtig“ (pathologically jealous) in Bezug auf Nicole Brown. In einem intensiv geführten Kreuzverhör versuchten die Verteidiger Simpsons die Glaubwürdigkeit Shipps in Zweifel zu ziehen. Simpsons Anwalt Carl E. Douglas befragte Shipp zu Falschaussagen, die er getätigt habe, und thematisierte die Tatsache, dass Shipp mit einer Buchautorin über Simpson gesprochen habe, bevor er seine Informationen mit der Staatsanwaltschaft oder der Polizei geteilt hatte. Douglas wies darauf hin, dass Shipp Schauspielunterricht genommen habe, und suggerierte, Shipp wolle durch seine Aussagen im Simpson-Prozess seine Bekanntheit steigern. Im weiteren Verhör gab Shipp zu, unter Alkoholproblemen zu leiden und in psychologischer Behandlung zu sein. In dem Dokumentarfilm O. J. Simpson: Made in America sagte Shipp, eine Reihe von Zeugen aus Simpsons Umfeld hätten ihre Bereitschaft zur Aussage zurückgezogen, nachdem er von Simpsons Anwälten öffentlich demontiert worden sei.
Der Jury wurde im Prozessverlauf außerdem der Inhalt eines Schließfaches präsentiert, in den Nicole Brown Dokumente aufbewahrt hatte, die die Vorfälle häuslicher Gewalt über mehrere Jahre belegten. Hierzu gehörten Zeitungsartikel, Fotos ihrer Verletzungen und handschriftliche Briefe Simpsons, in denen er sich für die Übergriffe entschuldigt. Das Schließfach enthielt zudem ein Testament, das Nicole Brown im Alter von 30 Jahren angefertigt hatte. Der Staatsanwalt Chris Darden wertete dies als Indiz dafür, dass Brown Jahre vor dem Mord bereits fürchtete, Simpson könnte versuchen, sie zu ermorden.

### Autopsieergebnisse
Nicole Brown und Ronald Goldman wurden mit einem Messer in einer außerordentlich brutalen Art und Weise ermordet. Ermittler und Gerichtsmediziner gingen davon aus, dass der Täter insbesondere bei der Ermordung des weiblichen Opfers keinen Zweifel an dessen Tod lassen wollte. Die tödlichen Schnittwunden im Hals wurden Brown den Ermittlungen zufolge zugefügt, nachdem sie geschlagen und deshalb bewusstlos oder zumindest wehrlos war. Die Schnitte waren so tief, dass sie dadurch beinahe enthauptet wurde. Das männliche Opfer wurde dagegen durch mehrere Stichwunden in Kopf, Herz und Lunge getötet und wies Verletzungen auf, die auf Abwehrhandlungen hindeuteten. Hieraus schlossen die Ankläger, dass es sich – passend zu dem Simpson unterstellten Motiv – um eine Beziehungstat gehandelt habe und der 25-jährige Goldman ein Zufallsopfer gewesen sei. Die Ermittler fanden keine Hinweise auf einen Einbruch, Diebstahl oder eine Vergewaltigung. Die Umstände der Tat würden daher nicht zu einem Raubüberfall oder einem Sexualdelikt passen. Brown und Goldman hatten bis auf geringe Mengen Alkohol keine Drogen im Blut.
Die Dauer des Kampfes zwischen Täter und insbesondere dem jungen, als sportlich beschriebenen Ronald Goldman war zwischen Anklage und Verteidigung umstritten. Der Gerichtsmediziner Lakshmanan Sathyavagiswaran sagte im Zeugenstand aus, der 1,85 m große und über 90 kg schwere Simpson habe seine deutlich kleineren und leichteren Gegner schnell überwältigen können. Der Kampf habe nach aller Wahrscheinlichkeit nur etwa eine Minute gedauert. Dies kam der Mordtheorie der Staatsanwaltschaft entgegen, da Simpson vor seinem Abflug nach Chicago nur wenig Zeit für die Tat zur Verfügung gestanden haben kann. Die Verteidigung bestritt diese Hypothese.

### Gefundene Kleidungsstücke
Am Tatort wurden ein schwarzer Handschuh der Marke Aris Light, Größe XL (der linke Teil des Paares), und eine schwarze Strickmütze gefunden. Die Ermittler gingen davon aus, dass der Täter den Handschuh verwendete, um keine Fingerabdrücke zu hinterlassen, und sich die Strickmütze zur Tarnung aufsetzte. Ein blutdurchtränkter zweiter Handschuh, offensichtlich zum Exemplar am Tatort gehörig, wurde hinter Simpsons Haus in der North Rockingham Avenue gefunden. In der Strickmütze wurden 12 gut erhaltene Haare gefunden, allerdings ohne verwertbare DNA-Spuren. Der Kriminalist Douglas Deedrick zeigte bei seiner Zeugenvernehmung jedoch auf, dass durch einen Analyse von Charakteristika der Haarkutikula und des Haarfaserstamms eine Zuordnung der ethnischen Zugehörigkeit der betreffenden Person möglich war. Es handelte sich um Haare einer Person afrikanischer Abstammung. Die weitere forensische Haaranalyse ergab zudem beim Abgleich der individuellen Struktur des Haaraufbaus mit der des Angeklagten eine deutliche Übereinstimmung. Darüber hinaus sagte Deedrick aus, dass auch Faserspuren der Fußmatten von Simpsons Ford Bronco eindeutig identifiziert werden konnten und ebenfalls in der Strickmütze nachgewiesen wurden. Anders als bei zahlreichen anderen Sachverhalten im Prozessverlauf rief die Verteidigung in Deedricks Fall keinen eigenen Experten in den Zeugenstand und legte auch sonst keine Indizien gegen Deedricks Analyse vor.
Auf dem Handschuh auf Simpsons Anwesen fanden sich jedoch Blutspuren, die mit an Sicherheit grenzender Wahrscheinlichkeit Nicole Brown und Ronald Goldman zugeordnet werden konnten. Zudem wurden Faserspuren der Kleidung von Ron Goldman sichergestellt. Es konnte anhand von Kreditkartenabrechnungen nachgewiesen werden, dass Nicole Brown im Jahr 1990 zwei Paare Herrenhandschuhe derselben Marke im New Yorker Kaufhaus Bloomingdale’s gekauft hatte. TV-Bilder belegen außerdem, dass Simpson Handschuhe dieser Art bei seiner Arbeit als NFL-Kommentator getragen hat. Ein vor Gericht geladener Experte der Herstellerfirma gab an, dass auf diesen Bildern das exakt gleiche Modell zu sehen sei, das am Tatort und auf Simpsons Anwesen gefunden worden war. Mit diesen enorm belastenden Indizien war aus Sicht der Ermittler eine eindeutige Verbindung von Simpson und dem Tatort hergestellt.
In Simpsons Schlafzimmer wurde außerdem ein Paar schwarze Baumwollsocken gefunden, auf denen ebenfalls Nicole Browns Blut gefunden wurde. Damit waren Blutspuren der Opfer jetzt auch auf Kleidung in Simpsons Haus nachgewiesen. Die Blutspuren seien mit bloßem Auge nicht zu sehen gewesen, daher, so die Theorie der Staatsanwaltschaft, habe Simpson die Socken in der Eile nicht wie die anderen bei der Tat getragenen, blutverschmierten Kleidungsstücke mit zum Flughafen genommen.

### Bruno-Magli-Schuhabdrücke
Am Tatort vor Nicole Browns Haus fanden sich blutige Schuhabdrücke, die von dem FBI-Experten William Bodziak einem Modell der Luxusmarke Bruno Magli zugeordnet werden konnten. Die Schuhgröße (US 12) stimmt mit der von Simpson überein. Das besagte Modell der Firma Bruno Magli wurde in Simpsons Schuhgröße nur 299-mal in den USA verkauft. Andere Schuhabdrücke wurden am Tatort nicht gefunden. Simpson gab an, am Tattag Schuhe der Marke Reebok getragen zu haben. Zwar legten die Ankläger dar, dass das von Simpson frequentierte Kaufhaus Bloomingdale’s das besagte Schuhmodell im Sortiment führte, jedoch war es ihnen nicht möglich nachzuweisen, dass Simpson tatsächlich ein solches Paar besessen hat. Die Verteidigung entgegnete, dass etwa 9 % der männlichen US-Bevölkerung Schuhgröße 12 trügen und in einer wohlhabenden Stadt wie Los Angeles sich zahlreiche Personen derartige Designer-Schuhe hätten leisten können. Die Schuhabdrücke durften zwar im Schlussplädoyer der Anklage verwendet werden, jedoch nicht direkt mit Simpson in Verbindung gebracht werden.
Nach dem Prozessende tauchten jedoch ältere Fotografien auf, auf denen Simpson das mit dem Tatort in Verbindung gebrachte Modell der Marke Bruno Magli trägt, was durch den FBI-Experten Bodziak bestätigt wurde. Auf einer Fotografie war sogar das markante Sohlenmuster der Schuhabdrücke klar zu erkennen. Simpsons Anwälte gaben zu bedenken, dass solche Fotografien gefälscht und Teil einer Verschwörung gegen ihren Mandanten hätten sein können. Mindestens eine der Fotografien war jedoch bereits im Jahr 1993 und damit lange vor dem Mord in einer Sportzeitschrift veröffentlicht worden, womit diese Hypothese als widerlegt gelten kann. Im anschließenden Zivilprozess, in dem die Familien von Goldman und Brown Simpson auf Schadenersatz verklagten, wurden die Schuhabdrücke folglich als Beweismittel zugelassen. Dieser Prozess endete mit einem Schuldspruch für Simpson.
Die Verteidigung präsentierte den Forensikexperten Henry Lee, der in seiner Zeugenvernehmung aussagte, am Tatort fänden sich Hinweise auf einen zweiten Täter (oder der Täter habe während oder nach der Tat seine Schuhe gewechselt, was sehr unwahrscheinlich sei). Es gebe neben den Bruno-Magli-Schuhabdrücken mindestens einen weiteren Schuhabdruck sowie andere „Abdrücke“ unklarer Herkunft, die Schuhabdrücke sein könnten. Teilweise wurden diese Abdrücke den Schuhen der ermittelnden Polizisten zugeordnet. Andere Abdrücke stammten nachweislich von der Zeit nach der Tat, was durch Fotos aus der Tatnacht belegt werden konnte. In einem Fall handelte es sich nachweislich um einen permanenten Schuhabdruck im Material des gepflasterten Weges, der wahrscheinlich bei den Bauarbeiten von einem Arbeiter verursacht wurde, bevor das Baumaterial vollständig getrocknet war. Dies hatte der Experte der Verteidigung offensichtlich übersehen, wofür er von Seiten der Anklage heftig kritisiert wurde, insbesondere da er den Tatort persönlich aufgesucht und in Augenschein genommen hatte. Lee lehnte es danach ab, weiter als Zeuge für die Verteidigung zur Verfügung zu stehen.

### Schnittverletzungen an Simpsons Hand
Nach seiner Rückkehr aus Chicago kurz nach der Mordnacht wurde Simpson von der Polizei verhört und fotografiert. Dabei fiel den Ermittlern eine tiefe Schnittverletzung am angeschwollenen Mittelfinger von Simpsons linker Hand auf. Außerdem wies die Hand weitere kleinere Wunden und zwei Abschürfungen auf. Zur Herkunft der Schnittwunden machte Simpson in seiner Vernehmung am 13. Juni 1994 bei der Polizei unterschiedliche Angaben. Zuerst sagte er aus, er wisse nicht mehr, wie und wann genau er sich geschnitten habe. Später behauptete er, er habe im Hotel in Chicago ein Glas zerbrochen, als er vom Tod seiner Frau erfahren habe, und sich daran geschnitten. Möglicherweise sei aber auch nur eine ältere Wunde dadurch wieder geöffnet worden. Auf die Frage, ob er sich erinnere, in seinem Haus und seinem Ford Bronco geblutet zu haben, gab er an, er habe am Tatabend in seinem Haus geblutet und währenddessen sein Mobiltelefon aus dem Bronco geholt. Er spiele Golf und verletze sich und blute dabei immer wieder.
Die Anklage geht davon aus, dass die Schnittverletzung aus der Tatnacht stammt. Simpson habe beim Kampf seinen linken Handschuh verloren (der am Mittelfinger keine Beschädigung aufwies) und sich dann im Kampf mit Goldman an der linken Hand geschnitten. Simpsons Fahrer Allan Park sagte jedoch aus, bei der Abholung Simpsons zur Fahrt zum Flughafen keine Schnittverletzungen oder Kampfspuren gesehen zu haben. Jedoch sei es vor Simpsons Anwesen dunkel gewesen, er habe wegen der baldigen Abflugzeit unter Zeitdruck gestanden und auch nicht speziell auf Simpsons Hände geachtet. Auch Flughafenmitarbeiter sagten aus, dass ihnen keine Schnittverletzungen an Simpsons Hand aufgefallen seien.
Die Schnittwunden und Simpsons Aussagen dazu wurden von Prozessbeobachtern als besonders belastend eingeschätzt. So gab der renommierte Staatsanwalt Vincent Bugliosi zu bedenken, dass man sich als erwachsene Person äußerst selten größere Schnittverletzungen zuziehe. Dass man sich an so einen Vorfall nur Tage später nicht mehr erinnern könne, sei sehr verdächtig. Ebenso die Tatsache, dass ein solch seltenes Ereignis quasi genau mit der Tatnacht zusammenfällt. Am Tatort wurden vier Blutstropfen links neben den blutigen Schuhabdrücken gefunden, was darauf hindeutet, dass der Täter sich beim Kampf mit Goldman eine Verletzung auf der linken Seite seines Körpers, sehr wahrscheinlich an der linken Hand, zugezogen hatte. Eine DNA-Analyse ordnete die Blutstropfen mit an Sicherheit grenzender Wahrscheinlichkeit Simpson zu.

### Blutspuren
Simpsons Blut wurde am Tatort, an der Tür und an den Armaturen seines Ford Bronco sowie in der Einfahrt und auf Simpsons Anwesen gefunden. Die Blutspuren vor Simpsons Haus führten zu seinem schief auf dem Randstein geparkten Ford Bronco. In seinem Haus wurde Blut im Foyer, im Schlafzimmer und im Badezimmer gefunden. Diese Blutspur („trail of blood“) vom Tatort zu Simpsons Haus allein belegt laut Staatsanwaltschaft seine Täterschaft.
Die Blutspuren konnten Simpson über eine DNA-Analyse mit an Sicherheit grenzender Wahrscheinlichkeit zugeordnet werden. Genetische Marker im gefundenen Blut stimmen mit denen von Simpson überein. Ein DNA-Experte sagte aus, statistisch betrachtet finde sich eine solche Übereinstimmung bei einem von 170 Millionen Menschen, was etwa ein bis zwei Personen in der Gesamtbevölkerung der USA entsprach. Nicht in allen Blutspuren konnte DNA von ähnlich hoher Qualität gesichert werden (DNA kann durch den Einfluss von Sonnenlicht, Temperatur oder Bakterien zerstört werden). Unabhängig von der DNA-Analyse fanden sich im Blut am Tatort Proteine, die nur bei 0,5 % der Bevölkerung in derselben Form vorkommen, darunter Simpson. In Simpsons Hofeinfahrt wurden genetische Charakteristika im Blut nachgewiesen, die auf eine von 410 Personen in der schwarzen Bevölkerung der USA zutreffen, darunter Simpson.
Die DNA von Nicole Brown befand sich in drei Blutstropfen auf einer Socke, die in Simpsons Schlafzimmer gefunden wurde. Die genetischen Marker in den gefundenen Blutspuren stimmten laut Expertenaussage statistisch betrachtet mit einer von 6,8 Milliarden Personen der Weltbevölkerung überein, darunter Brown. Blutspuren von Simpson, Brown und Ronald Goldman wurden in Simpsons Ford Bronco gefunden.
In seiner Vernehmung am 13. Juni 1994 gab Simpson zwar an, in der Woche zuvor seiner Ex-Frau einen Besuch abgestattet zu haben. Er sagte jedoch auch aus, bei diesem Besuch nicht geblutet zu haben, was eine Kontamination des Tatorts durch diesen Besuch ausschließt. Außerdem handelte es sich offensichtlich bei den Blutspuren am Tatort um frisches Blut. Simpson gab außerdem an, sich am Tattag in seinem Haus verletzt und geblutet zu haben, konnte sich jedoch nicht daran erinnern, wie und wo genau er sich geschnitten hatte. Damit erklärte er auch die Schnittverletzungen an seiner linken Hand. In einer späteren Vernehmung behauptete er jedoch, sich an einem Glas im Hotel in Chicago geschnitten zu haben.

## Entlastende Indizien

### Autopsieergebnisse
Die Verteidigung berief den Forensiker Michael Baden als Experten, der nach eigener Aussage bereits an 20.000 Autopsien mitgewirkt hatte, darunter die Autopsie von Martin Luther King. Baden sagte aus, dass sich beide Opfer sehr wahrscheinlich heftig gegen den Angreifer gewehrt hätten. Goldman habe über 20 Stichverletzungen. Auch seine Schuhe hätten einen Schnitt aufgewiesen, woraus Baden schloss, Goldman habe im Verlauf des Kampfes sogar zutreten können. Der Kampf mit Goldman könne daher bis zu 15 Minuten gedauert haben. Eine Stichwunde in Goldmans Brust habe nur geringe innere Einblutungen verursacht. Goldmans Blutdruck sei zu diesem Zeitpunkt noch vorhanden gewesen, wenn auch wegen seiner Verletzungen bereits stark gesunken, was mit einem mehrminütigen Kampf in Einklang zu bringen sei. Baden widersprach zudem der Theorie, Brown sei während der tödlichen Verletzungen bewusstlos oder kampfunfähig gewesen. Brown habe Verletzungen aufgewiesen, die auf einer Abwehrhaltung beruhten und darauf hindeuteten, dass sie sich während ihrer Ermordung bewegt habe.
Ein längeres Kampfgeschehen hätte die Theorien der Staatsanwaltschaft zum zeitlichen Ablauf geschwächt und wäre damit der Verteidigung entgegengekommen. Ginge man von 15 Minuten Kampfzeit aus, wäre Simpson als Täter sehr wahrscheinlich ausgeschieden, sofern Goldman den Tatort erst nach 22:30 Uhr erreicht hatte. Die Anklage ging von seinem Eintreffen um 22:15 Uhr aus, hatte dafür jedoch keine eindeutigen Beweise.
Die Anklage bestritt Badens Analyse. Geringe innere Einblutungen der Brustverletzung seien darauf zurückzuführen, dass Goldman auf der Seite gelegen habe und daher „ausgeblutet“ sei. Außerdem wies die Staatsanwaltschaft darauf hin, dass Baden im Auftrag Simpsons als Zeuge bestellt worden sei. Ein Freispruch aufgrund seiner Analyse in einem solch prominenten Prozess sei in dessen finanziellem Interesse. Baden räumte ein, von Simpson eine Gage von 100.000 US-Dollar für seine Analysen erhalten zu haben.

### Gefundenes Speiseeis
Als Indiz für einen späteren Todeszeitpunkt der Opfer führte die Verteidigung auch einen Becher Eiscreme der Marke Ben & Jerry’s an, der gegen 0:30 Uhr von den Ermittlern in Browns Haus gefunden wurde. Nach Verlassen des Mezzaluna hatte Brown auf dem Heimweg mit ihren Kindern eine Eisdiele aufgesucht. Ob das Eis von dort stammte oder noch von einem früheren Einkauf im Kühlfach Browns gelegen hatte, ließ sich nicht feststellen. Nach Angaben der Ermittler war die Eiscreme noch nicht vollständig geschmolzen, was bei einem Todeszeitpunkt bereits gegen 22:15 Uhr laut Verteidigung nicht möglich sein könne. Der Mord müsse später als 23:00 Uhr stattgefunden haben. Zu diesem Zeitpunkt befand sich Simpson nachweislich auf dem Weg zum Flughafen. Wie schnell Ben-&-Jerry’s-Eis schmilzt, ließ sich im Prozess nicht klären. Gegenüber Journalisten gab ein Experte der Firma an, Speiseeis enthalte natürliche Stabilisatoren und Zusatzstoffe, die den Schmelzvorgang verzögern könnten. Außerdem sei die Schmelzzeit von zahlreichen weiteren Faktoren abhängig.

### Gefundene Kleidungsstücke
In einem der spektakulärsten Ereignisse des Prozesses gelang es der Verteidigung, die ihren Mandanten in höchstem Maße belastenden Handschuhe in ein entlastendes Indiz umzuwandeln. Am 15. Juni 1995 wurde der Zeuge Richard Rubin vernommen, der den Hersteller der Handschuhe vertrat. Die Anklage stellte gegenüber Richter Ito den Antrag, Simpson solle ein Paar Handschuhe gleichen Typs und gleicher Größe anziehen, um der Jury vorzuführen, dass ihm der am Tatort gefundene Handschuh passe. Der Hauptverteidiger Johnnie Cochran legte hiergegen Einspruch ein. Eine solche Demonstration komme, wenn überhaupt, nur mit den Tathandschuhen in Frage. Die Hauptanklägerin Marcia Clark wies darauf hin, dass Simpson dann zusätzlich Latexhandschuhe tragen müsse, um das Beweismittel nicht zu verunreinigen. Nach längerer Diskussion mit dem Richter akzeptierte die Anklage, dass Simpson die tatsächlichen Beweismittel mit Latexhandschuhen anprobieren solle. Bei der nachfolgenden Demonstration vor der Jury hatte Simpson sichtliche Schwierigkeiten, seine Hände in die blutgetränkten Handschuhe zu zwängen.
Ein Vertreter der Herstellerfirma sagte im weiteren Prozessverlauf aus, dass derartige Handschuhe zusammenschrumpfen können, wenn sie sich mit Feuchtigkeit vollsaugen, was von Herbert MacDonell, einem Forensikexperten der Verteidigung, bestritten wurde. Die Anklage erreichte außerdem, dass Simpson – diesmal ohne Latexhandschuhe – neue Handschuhe gleichen Typs und gleicher Größe vor der Jury anziehen musste. Diese passten ihm problemlos. Dennoch wurde die Episode um die nicht passenden Handschuhe von zahlreichen Beobachtern als Wendepunkt im Prozess betrachtet, ab dem die Staatsanwaltschaft die Initiative endgültig an Simpsons Verteidiger verlor.
Hauptverteidiger Johnnie Cochran machte die nicht passenden Handschuhe und die gefundene Strickmütze zu einem zentralen Argument seines Schlussplädoyers. Wenn die Handschuhe als eines der wichtigsten Belastungsindizien dienten, Simpson aber gar nicht passten, könne dieser nicht der Täter sein. Die Theorie der Anklage könne nicht stimmen. Eine Strickmütze sei keine Tarnung für einen Prominenten wie O.J. Simpson. Wenn eine Mordtheorie nicht zusammenpasse, müsse der Angeklagte freigesprochen werden. Diese im englischen Original besonders prägnante Parole (If it doesn’t fit, you must acquit) machte Cochran in Anspielung auf die Handschuhe zu einem Leitmotiv seines Plädoyers, welches er immer wieder in verschiedenen Zusammenhängen wiederholte.

„If I put this knit cap on, who am I? I’m still Johnnie Cochran with a knit cap. O.J. Simpson in a knit cap from two blocks away is still O.J. Simpson. It’s no disguise. It makes no sense. It doesn’t fit. If it doesn’t fit, you must acquit.“

Nach Prozessende wurde bekannt, dass Simpson nach Angaben seines Verteidigers Robert Kardashian während des Prozesses an Arthritis gelitten und seine dafür verschriebenen entzündungshemmenden Medikamente wenige Wochen vor der Anprobe der Handschuhe abgesetzt hatte. Gemäß dem damaligen Bezirksstaatsanwalt Gil Garcetti wäre dies, zusammen mit der Vermutung, dass blutgetränkte Handschuhe zusammenschrumpfen, eine weitere mögliche Erklärung dafür, dass die Handschuhe Simpson nicht passten.

### Unidentifizierte Fingerabdrücke
Gilbert Aguilar, ein Experte des LAPD für Fingerabdrücke, sagte aus, er habe am Tatort insgesamt neun Fingerabdrücke sichergestellt, die nicht zu Simpson passen und auch sonst keiner anderen Person zugeordnet werden konnten. Simpsons Fingerabdrücke wurden am Tatort nicht gefunden. Polizei und Staatsanwaltschaft gingen dem jedoch nicht weiter nach, sondern konzentrierten ihre Ermittlungen voll auf Simpson. Die Verteidigung kritisierte dieses Vorgehen. Die unbekannten Fingerabdrücke seien ein Hinweis darauf, dass weitere Personen sich am Tatort befunden hätten, und könnten auf die wahren Täter hinweisen.

## Rassismusvorwürfe gegen die Ermittler

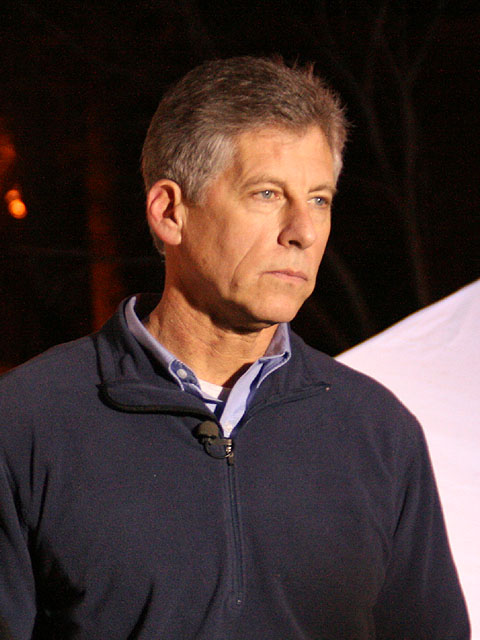
Dem Ermittler Mark Fuhrman (2008) wurde Rassismus und Beweisfälschung vorgeworfen

Der Prozess gegen Simpson fand von Beginn an in einer von der Rassenfrage geprägten Atmosphäre statt. Drei Jahre zuvor war der schwarze US-Amerikaner Rodney King nach einer Personenkontrolle von einer Gruppe überwiegend weißer Polizisten des Los Angeles Police Departments festgenommen und brutal misshandelt worden. Die beteiligten Polizisten verneinten zunächst jegliches Fehlverhalten und konnten erst durch ein Amateurvideo überführt werden. Dennoch wurden die Polizisten in einem Juryprozess freigesprochen, was im Jahr 1992 zu wochenlangen Rassenunruhen in Los Angeles mit Dutzenden Todesopfern führte und das Ansehen von Polizei und Justiz in Los Angeles insbesondere bei der schwarzen Bevölkerung stark beschädigte. Beim Simpson-Prozess führten ein schwarzer Tatverdächtiger, weiße Opfer sowie überwiegend weiße Ermittler des Los Angeles Police Departments mit europäischer Abstammung zu starker Polarisierung der US-amerikanischen Öffentlichkeit. Dies wurde im Prozessverlauf zu einem entscheidenden Faktor.
Nach anfänglicher Zurückhaltung machten Simpsons Verteidiger den Vorwurf des Rassismus gegenüber der Polizei von Los Angeles zu einem Hauptthema des Prozesses. Simpson sei, so die Verteidiger, von der Polizei von Beginn an aus rassistischen Gründen vorverurteilt worden. Die Polizei habe niemals ernsthaft einen anderen Täter als Simpson gesucht und sogar versucht, diesen durch Falschaussagen und gefälschte Beweismittel zu belasten. Insbesondere der Ermittler Mark Fuhrman geriet ins Fadenkreuz der Verteidigung. Fuhrman war ein wichtiger Zeuge der Anklage, da er als zuerst eintreffender Ermittler einen schwarzen Handschuh auf Simpsons Grundstück gefunden hatte, auf dem DNA-Spuren der Mordopfer nachgewiesen wurden. Die Verteidiger Simpsons warfen Fuhrman vor, den Handschuh eigentlich am Tatort gefunden und absichtlich auf Simpsons Grundstück gelegt zu haben, um ihrem Mandanten die Mordtat aus rassistischen Motiven anhängen zu können.
Im Prozessverlauf tauchten zahlreiche Indizien auf, die darauf hindeuten, dass Fuhrman zumindest in früheren Zeiten rassistische Ansichten vertrat. Kurz nach Beginn des Verfahrens nahm die Immobilienmaklerin Kathleen Bell mit Simpsons Verteidigern Kontakt auf und behauptete, Fuhrman von zufälligen Begegnungen in einem Anwerbungszentrum der US Marines in den Jahren 1985 und 1986 zu kennen. Sie könne sich aufgrund seiner auffälligen Größe und seines Körperbaus gut an ihn erinnern. Fuhrman habe sich damals in ihrer Anwesenheit mehrfach abfällig über Menschen dunkler Hautfarbe geäußert. Unter anderem habe er angemerkt, wenn er einen „Nigger“ mit einer weißen Frau in einem Auto sehe, ziehe er das Auto immer aus dem Verkehr. Wenn es keinen Grund gebe, finde er trotzdem einen. Außerdem habe Fuhrman angemerkt, alle Schwarzen sollten an einem Ort versammelt und bombardiert werden.

„Between 1985 and 1986 I worked as a real estate agent in Redondo Beach […]. At the time, my office was located above a Marine recruiting center […]. I saw Mr. Ferman [Sic!] there a couple of times. I remember him distinctly because of his height and build. Officer Ferman said that when he sees a ‚nigger‘ driving with a white woman, he would pull them over. I asked would [Sic!] if he didn’t have a reason, and he said that he would find one. Officer Ferman went on to say that he would like nothing more than to see all ‚niggers‘ gathered together and killed. He said something about burning them or bombing them. I was too shaken to remember the exact words he used, however, I do remember that what he said was probably the most horrible thing I had ever heard someone say.“

Auch die Zeugin Natalie Singer berichtete von ähnlichen Äußerungen Fuhrmans. Beispielsweise habe Fuhrman in ihrer Anwesenheit gesagt, nur ein „toter Nigger sei ein guter Nigger“. Außerdem habe der Polizist erzählt, wie er schwarze Verdächtige „zur Entspannung“ mit Schlägen und Fußtritten traktiert habe. Fuhrman habe seine abwertenden Ansichten über Schwarze nachdrücklich und in einer Art zum Ausdruck gebracht, die von Hass, Arroganz und Verachtung geprägt gewesen sei. In ähnlicher Form äußerte sich der Zeuge Roderic Hodge. Bei seiner Festnahme im Jahr 1987 habe Fuhrman zu ihm gesagt: „Ich sagte Dir doch, wir kriegen Dich, Nigger!“ Fuhrmans Sprache und Tonfall ihm gegenüber sei bei seiner Festnahme hasserfüllt und „hässlich“ gewesen.

### Fuhrman-Tapes
Im Kreuzverhör von Staatsanwaltschaft und Verteidigung verneinte Fuhrman, in der Vergangenheit rassistische Ansichten vertreten zu haben. Weder sei ihm die Zeugin Kathleen Bell bekannt, noch habe er die ihm zugeschriebenen belastenden Aussagen gemacht. Außerdem bestritt Fuhrman in der Befragung von Simpsons Verteidiger F. Lee Bailey, schwarze Amerikaner als „Nigger“ zu bezeichnen. Er könne unter Eid aussagen, diesen Ausdruck in den vergangenen 10 Jahren nicht benutzt zu haben. Dass er es getan habe und er dies vergessen habe, sei nicht möglich.

„BAILEY: Do you use the word ‚Nigger‘ in describing people?
FUHRMAN: No, Sir.
BAILEY: Have you used that word in the last 10 years?
FUHRMAN: Not that I recall, no.
BAILEY: I want you to assume that perhaps at some time, since 1985 or 1986, you addressed a member of the African American race as a nigger. Is it possible that you have forgotten that act on your part?
FUHRMAN: No, it is not possible.
BAILEY: And you say under oath that you have not addressed any black person as a nigger or spoken about black people as niggers in the past 10 years, Detective Fuhrman?
FUHRMAN: That’s what I’m saying, Sir.“

Kurz nach Fuhrmans Zeugenaussage präsentierten Simpsons Verteidiger die Drehbuchautorin und Filmproduzentin Laura Hart McKinny als Zeugin. McKinny gab an, in den Jahren 1985 bis 1994 beruflich mit Fuhrman in Kontakt gestanden zu haben. In dieser Zeit habe sie mehrfach Interviews mit Fuhrman für ein Filmprojekt über die Arbeit der Polizei in den USA geführt. Er habe sie in dieser Zeit bei ihrer Arbeit an Filmprojekten beraten. Von allen Interviews habe sie – mit Fuhrmans Kenntnis – Tonbandaufzeichnungen mit einer Länge von insgesamt 12 Stunden angefertigt. Fuhrman habe in ihren Gesprächen angegeben, er habe in seiner Arbeit als Polizist Berichte gefälscht, entlastende Beweisstücke ignoriert und festgenommene schwarze Verdachtspersonen misshandelt. Außerdem habe er sich in den Interviews abfällig über Schwarze geäußert und das Wort „Nigger“ insgesamt 41-mal verwendet. Auszüge aus den Tonbandaufnahmen wurden im Beisein der Jury vorgeführt und bestätigten die Aussagen McKinnys. Damit war Fuhrman einer Falschaussage überführt.
Da Fuhrman in der Tatnacht eine wesentliche Rolle in der unmittelbaren Ermittlungsarbeit am Tatort und auf Simpsons Anwesen spielte, war dieser einer der Hauptbelastungszeugen der Anklage. Wesentliche Beweisstücke, insbesondere der auf Simpsons Grundstück gefundene blutverschmierte Handschuh, waren von Fuhrman sichergestellt worden. Fuhrman kam daher zu diesem Zeitpunkt in der Strategie der Anklage eine zentrale Rolle zu. Nach McKinnys Zeugenvernehmung behaupteten Simpsons Anwälte, die Glaubwürdigkeit Fuhrmans sei durch seine nachweisliche Falschaussage zerstört, und gingen im weiteren Prozessverlauf dazu über, Fuhrman geradezu zu dämonisieren. Unter anderem bezeichneten Simpsons Anwälte Fuhrman als „völkermörderischen Rassisten“, den „schlimmsten Alptraum von Los Angeles“ und den „größten Lügner seit Ananias“. Johnnie Cochran verglich Fuhrman in seinem Schlussplädoyer mit Adolf Hitler, was auf bitteren Protest seitens der jüdischen Goldman-Familie stieß. Fuhrman selbst war sich der Bedeutung seiner Zeugenaussagen bewusst. In seinem letzten Interview, welches kurz nach dem Mordfall im Juli 1994 geführt wurde, gab er gegenüber McKinny an, der zentrale Zeuge des Prozesses zu sein. Ohne seine Aussage und die von ihm gesicherten Beweismittel werde die Anklage den Fall verlieren. Der Handschuh sei „alles“ im Mordfall Simpson.
Die Anklage ließ ihren Belastungszeugen nach Erhärtung der Rassismusvorwürfe fallen und ging sogar dazu über, Fuhrman ebenfalls öffentlich anzugreifen. In ihrem Schlussplädoyer sagte die Chefanklägerin Marcia Clark, Fuhrman sei ein Rassist, hätte nie Polizist werden dürfen und man wünsche sich, es gäbe eine solche Person nicht auf der Erde.
Die „Fuhrman-Tapes“ gefährdeten außerdem den gesamten weiteren Prozessverlauf, da Fuhrman auf einem der Tonbänder in abfälliger Weise über die Ehefrau des vorsitzenden Richters Lance Ito spricht. Itos Frau Capt. Margaret York arbeitete zu diesem Zeitpunkt in führender Position in der Polizeiverwaltung von Los Angeles und war ehemals eine Vorgesetzte von Fuhrman. Auf einer der Aufnahmen ist Fuhrman zu hören, wie er sich über Yorks Aussehen lustig macht und darauf anspielt, sie habe ihre Position nur aufgrund geschlechtsspezifischer Bevorzugung erlangt. Dies führte zu einem Befangenheitsantrag („recusal motion“) gegen Richter Ito, da dessen Neutralität nun eingeschränkt sei. Die Anklage nahm diesen Antrag jedoch im Hinblick auf die unsicheren Rechtsfolgen für den weiteren Prozessverlauf zurück. Auch Ito selbst gelangte zu der Überzeugung, sich nicht selbst für befangen erklären zu müssen.

### Anklage gegen Mark Fuhrman
Über die bloße Beschädigung der Glaubwürdigkeit Fuhrmans versuchten Simpsons Anwälte, ihre Theorie zu erhärten, dass Fuhrman Beweismittel am Tatort und auf Simpsons Anwesen platziert habe, um eine Verurteilung zu erreichen. Da Fuhrman nun rassistische Aussagen nachgewiesen worden waren, konnte die Verteidigung auf ein klares Motiv verweisen, welches Fuhrman dazu bewogen haben könnte, Simpson den Mord fälschlicherweise anzulasten. Hierzu wurde Fuhrman erneut von der Verteidigung in den Zeugenstand gerufen. Fuhrman wurde diesmal von seinem eigenen Anwalt begleitet. Fuhrman wurde von Gerald Uelmen, einem von Simpsons Anwälten, befragt, ob seine Aussagen im Prozess der Wahrheit entsprochen hätten, ob er Polizeiberichte gefälscht habe. Fuhrman antwortete, offensichtlich auf Anraten seines eigenen Anwalts, er wolle sich auf den 5. Zusatzartikel zur Verfassung der Vereinigten Staaten berufen, wonach sich niemand vor Gericht selbst belasten müsse. Simpsons Verteidiger erwiderte, ob dies für alle Fragen der Verteidiger gelte, was von Fuhrman bejaht wurde. Trotzdem bestand Simpsons Anwalt darauf, Fuhrman direkt dazu zu befragen, ob er im Simpson-Prozess Beweismittel gefälscht habe, woraufhin Fuhrman erneut von seinem Zeugnisverweigerungsrecht Gebrauch machte.

„UELMEN: Detective Fuhrman, was the testimony you gave in this case completely truthful?
FUHRMAN: I wish to assert my 5th Amendment privilege.
UELMEN: Have you ever falsified a police report?
FUHRMAN: I wish to assert my 5th Amendment privilege.
UELMEN: Is it your intention to assert your 5th Amendment privilege with respect to all questions that I ask you?
FUHRMAN: Yes.
UELMEN: I have only one more question, Detective Fuhrman. Did you plant or manufacture any evidence in this case?
FUHRMAN: I assert my 5th Amendment privilege.“

Fuhrman wurde daraufhin von der Staatsanwaltschaft von Los Angeles wegen Meineids angeklagt. Im Unterschied zum deutschen Rechtssystem erfolgen Zeugenaussagen vor US-Gerichten ausschließlich unter Eid. Er gab vor Gericht an, keine Einlassung zu seiner Schuld machen zu wollen (Nolo contendere), bekannte sich also weder „schuldig“ noch „nicht schuldig“ und wurde zu einer Bewährungsstrafe von 3 Jahren und einer Geldstrafe von 200 US-Dollar verurteilt.

## Ermittlungsfehler und Manipulationsvorwürfe
Spätestens seit Präsentation der „Fuhrman-Tapes“ machte die Verteidigung die Vorwürfe von Ermittlungsfehlern und Beweismanipulation zum Mittelpunkt ihrer Strategie. Die Ermittler, insbesondere Mark Fuhrman und Philip Vannatter, hätten sich von Anfang an auf Simpson als einzigen Verdächtigen festgelegt und versucht, ihn durch Manipulation von Beweismitteln zu belasten, um eine Verurteilung erreichen zu können. Außerdem seien Fehler bei der Ermittlungsarbeit und der forensischen Analyse der Beweismittel gemacht worden, was zu einem falschen Bild der Beweislast gegen Simpson geführt habe.

### Vorwurf der Vorverurteilung
Teile des Ermittler-Teams waren bereits zu früheren Zeitpunkten an Ermittlungen zum Vorwurf der häuslichen Gewalt gegen Simpson involviert. Mark Fuhrman war bereits im Jahr 1985 wegen eines Notrufs zu Simpsons Haus gerufen worden, wo er ein Auto mit demolierter Windschutzscheibe, eine verängstigte Nicole Brown und Simpson mit einem Baseballschläger vorgefunden habe. Brown habe angegeben, ihr Ehemann wolle sie umbringen. Fuhrman gab an, dieser Vorfall habe sich „unauslöschlich in sein Gedächtnis eingeprägt“, da Simpson so prominent sei. Dieser Vorfall, gepaart mit Fuhrmans offensichtlich rassistischer Einstellung, habe dazu geführt, dass Fuhrman Simpson vorverurteilt habe und zeige ein Motiv, ihm den Mord anhängen zu wollen.
Noch in der Tatnacht fuhren Fuhrman und Vannatter von Browns Anwesen zu Simpsons Haus. Nach eigenen Angaben waren sie um das Wohlergehen von Simpson und anderer Hausbewohner besorgt. Sie hätten mit Simpson klären wollen, wie mit dessen Kindern weiter verfahren werden solle, die in Browns Haus zur Tatzeit schliefen. Auf Simpsons Anwesen öffnete niemand die Tür. Fuhrman kletterte daraufhin über die Begrenzungsmauer des Grundstücks, befragte Simpsons Tochter Arnelle und begab sich zur ersten Spurensicherung in den Garten von Simpsons Anwesen, obwohl ihm zu diesem Zeitpunkt noch kein Durchsuchungsbefehl vorlag. Hierbei gab er an, den blutigen Handschuh und verschiedene Blutspuren in und um Simpsons Haus gefunden zu haben. Zur Rechtfertigung dieser Vorgehensweise gab Vannatter an, es sei unklar gewesen, was sich in Simpsons Haus abgespielt habe. Die Ermittler seien um das Wohl Simpsons besorgt gewesen. Es sei zum Beispiel möglich gewesen, dass sich eine Geiselnahme ereignet haben könnte. Simpsons Anwalt Robert Shapiro fragte Vannatter in einer Voranhörung zum Prozess („preliminary hearing“), ob es nicht den Vorschriften entspräche, beim Verdacht einer Geiselnahme Verstärkung anzufordern und warum Vannatter dies nicht getan habe. Dieser hatte hierfür keine Erklärung, woraufhin Simpsons Anwälte die Verwerfung aller Beweismittel aus der Tatnacht wegen einer ungerechtfertigten Hausdurchsuchung forderten. Da die Durchsuchung des Anwesens ungesetzlich war, seien auch alle dort gefundenen Beweismittel nicht vor Gericht verwertbar (Früchte des vergifteten Baumes). Die vorsitzende Richterin lehnte dies mit der Begründung ab, die Ermittler hätten einen triftigen Grund zum Betreten von Simpsons Anwesen gehabt, nämlich ein Arrangement für Simpsons Kinder zu treffen. Hierbei gefundene Indizien auf eine Straftat, wie die Blutspuren, seien vor Gericht verwertbar.
Am Tag nach der Tat kehrte Simpson aus Chicago zu seinem Haus in Brentwood zurück und fand dort die Ermittler bei ihrer Arbeit vor. Er begleitete die Polizisten danach zu einer freiwilligen Vernehmung ohne Anwalt in der Polizeidirektion von Los Angeles. Hierbei wurden ihm von den Polizisten Handschellen angelegt, obwohl er zu diesem Zeitpunkt noch nicht formell als Verdächtiger oder Beschuldigter galt. Die Polizei gab später an, es habe sich um ein Versehen gehandelt.
Staatsanwaltschaft und Polizei hätten niemals nach einem anderen Täter gesucht. Brown habe mit Drogensüchtigen verkehrt. Ein möglicher Täterkreis aus dem Drogenmilieu könne durchaus auch ein Motiv für den Mord haben. Im Verfahren verbot Richter Ito jegliche Referenz auf andere Täterkreise mit dem Hinweis auf die Implausibilität der Theorien der Verteidigung.
Die Staatsanwaltschaft und Prozessbeobachter hielten dem entgegen, dass Simpson mit verschiedenen Polizisten des LAPD auch privat verkehrt hatte. Zeugenvernehmungen ergaben, dass Polizeibeamte häufig bei Simpson zu Gast waren, und den Tennisplatz und Swimmingpool seines Anwesens benutzen durften. Der Polizeibeamte Ronald Shipp sagte außerdem aus, dass Simpson als prominenter Gast auf einer Weihnachtsfeier des LAPD eingeladen war. Außerdem habe er regelmäßig Autogrammkarten für Polizisten signiert. Von einer Vorverurteilung oder auch nur einer negativen Haltung des LAPDs gegenüber Simpson könne daher keine Rede sein. Dafür spreche auch, dass bei mehreren Verdachtsfällen häuslicher Gewalt, zu denen Polizisten des LAPD hinzugerufen wurden, in der Vergangenheit nur in einem Fall, am Neujahrstag 1989, polizeilich gegen Simpson vorgegangen wurde.

### Vorwurf der Platzierung von Blutspuren und Kleidungsstücken
Der wohl schwerwiegendste Vorwurf der Verteidigung war, dass Fuhrman den blutigen Handschuh auf Simpsons Anwesen deponiert habe, um ihn später als eindeutigen Beweis für Simpsons Schuld präsentieren zu können. Der Handschuh habe eigentlich auch am Tatort neben dem zweiten Exemplar gelegen und sei dann von Fuhrman oder Vanatter dort aufgenommen und auf Simpsons Anwesen platziert worden. Fuhrman habe den Handschuh als erster eintreffender Polizist auf Simpsons Anwesen gefunden. Kein Ermittler habe vor ihm den Handschuh gesehen. Fuhrman habe angegeben, der Handschuh sei „feucht und klebrig“ („moist and sticky“) gewesen, als er ihn gefunden habe. Dies sei jedoch mehrere Stunden nach Simpsons Abflug nach Chicago gewesen. Das Blut am Handschuh hätte bis dahin getrocknet sein müssen.
Außerdem fanden die Ermittler ein paar Socken in Simpsons Schlafzimmer, auf denen Nicole Browns Blut nachgewiesen wurde. Bei einer Socke wurde auf beiden Seiten ein fast identisches Muster der Blutbefleckung gefunden. Henry Lee, ein in Forensikerkreisen weltbekannter Experte und Zeuge der Verteidigung, sagte dazu aus, dass – hätte Simpson die Socken bei der Tat getragen – ein solches Muster nur hätte auftreten können, wenn Simpson ein Loch in seinem Knöchel gehabt habe. Vielmehr sei es konsistent mit einer nachträglichen Beträufelung der Socke mit einem Blutstropfen.
Die Verteidigung präsentierte außerdem ein von den Ermittlern während der Spurensicherung angefertigtes Video, in dem keine Socken auf dem Boden von Simpsons Schlafzimmer zu sehen sind. Auf Fotos der Ermittler sind jedoch zwei schwarze Socken auf dem Fußboden des Schlafzimmers zu sehen. Das Video sei aber vor den Fotos aufgenommen worden, was seitens der Verteidigung als Hinweis darauf interpretiert wurde, dass die blutbefleckten Socken dort nachträglich platziert wurden. Auf den Socken wurde später die DNA von Nicole Brown nachgewiesen. Die Anklage gab mit Hinweis auf die Zeugenaussagen von Fung und Mazzola an, das Video sei nach der Spurensicherung gemacht worden, um zu belegen, dass die Polizei keine Gegenstände aus Simpsons Haus entwendet habe. Die Zeitanzeige im Video sei nicht entsprechend angepasst worden.

### Fehlendes Blut
Am 13. Juni 1994 stimmte Simpson bei seiner Vernehmung durch die Polizei auch einer Blutentnahme zu Testzwecken zu. Der Krankenpfleger Thano Peratis gab später als Zeuge an, er habe Simpson Blut abgenommen, und es habe so ausgesehen, als ob es 8 ml gewesen seien. Simpsons Verteidiger stellten jedoch im weiteren Prozessverlauf fest, dass im entsprechenden Behälter nur noch 6,5 ml von Simpsons Blut zu finden waren. Für die durchgeführten Tests wurde deutlich weniger als die fehlenden 1,5 ml benötigt. Simpsons Verteidiger behaupteten daraufhin, es sei möglich, dass das fehlende Blut (etwa 30 Tropfen) dafür verwendet wurde, Simpson mit dem Tatort in Verbindung zu bringen und ihm die Tat anzuhängen. Der Kriminalist Collin Yamauchi gab an, einen Teil von Simpsons Blut im Labor verschüttet zu haben.
Der FBI-Experte Gregory Matheson gab an, ein Blutbehälter enthalte nicht immer die exakte Maximalmenge an Blut. Auch sei es nicht immer so, dass das Volumen nach mehreren Monaten noch genau der entnommenen Menge entspräche. Auch sei es möglich, dass bei Entnahmen zu Testzwecken geringe Mengen Blutes verschüttet würden oder in sonstiger Weise verloren gingen. Außerdem korrigierte Thano Peratis seine Aussage. Er habe nur geschätzt, 8 ml Blut abgenommen zu haben. Nach nochmaliger Überlegung glaube er, nur 6 bis 6,5 ml abgenommen zu haben. Aufgrund seiner Herzprobleme habe er auch Schwierigkeiten mit seinem Gedächtnis. Peratis' zweite Aussage war – anders als in US-Gerichtsverfahren für Zeugen üblich – unvereidigt und wurde den Geschworenen per Videoaufzeichnung vorgeführt, da eine Anwesenheit im Gerichtssaal aufgrund seiner Gesundheitsprobleme nicht möglich war. Ein erneutes Kreuzverhör durch Simpsons Anwälte war aus diesem Grund ebenfalls nicht möglich.

### EDTA-Rückstände
Der für den Fall zuständige Kriminalist Dennis Fung gab an, drei Wochen nach der Tatnacht bemerkt zu haben, dass Blutspuren auf einem Eisentor am Hintereingang zu Browns Wohnung nicht gesichert wurden. Die Blutspuren sind auf Fotos von der unmittelbaren Spurensicherung dokumentiert. Daraufhin kehrte er an den Tatort zurück, um die – seiner Aussage nach immer noch vorhandenen – Blutspuren zu sichern. Eine DNA-Analyse ergab, dass es sich – wieder mit an Sicherheit grenzender Wahrscheinlichkeit – um Simpsons Blut handelte. Trotz der verspäteten Sicherung und der damit verbundenen stärkeren Gefahr einer Zersetzung vorhandener DNA durch Sonnenlicht und andere Umwelteinflüsse fand sich in der nachträglich gesicherten Blutspur im Vergleich zu anderen zeitnah nach der Tat gesicherten Spuren eine teils über 100-fach höhere Konzentration an verwertbarer DNA.
Nach Prüfung der Untersuchungsergebnisse präsentierte die Verteidigung den renommierten forensischen Toxikologen Frederic Rieders, der in seiner Vernehmung aussagte, dass die nachträglich gesicherten Blutspuren und die Blutspuren auf den Socken aus Simpsons Schlafzimmer Spuren des Gerinnungshemmers EDTA enthalten. EDTA wird von der Polizei von Los Angeles verwendet, um die Gerinnung von entnommenem Blut zu verhindern und war auch für das Simpson entnommene Blut verwendet worden. Dass die Socke oder der Lack des Tores EDTA enthält und die Untersuchungsergebnisse damit erklärt werden könnten, wurde durch mehrere Kontrolluntersuchungen widerlegt. Dr. Rieders führte keine eigenen Tests durch, sondern sagte nur zu seiner eigenen Interpretation der Analyseergebnisse des FBI aus. Die Verteidiger Simpsons behaupteten, die nachträglich gesicherten Blutspuren stammten aus dem von Simpson entnommenen Blut und seien am Tatort platziert worden, um Simpson zu belasten. Der vom FBI beauftragte Toxikologe Special Agent Roger Martz bestätigte zwar die Hinweise auf EDTA, jedoch habe er EDTA nicht direkt nachgewiesen. Er habe in den Analyseergebnissen lediglich „Hinweise auf die Anwesenheit von EDTA“ gefunden. Für einen direkten Nachweis von EDTA seien die von ihm durchgeführten Tests ungeeignet. Derartige „Hinweise“ könnten auch bei Anwesenheit anderer Stoffe auftreten. Außerdem sei eine Kontamination der Testinstrumente möglich.
Rieders und Martz gaben übereinstimmend an, dass die in den Blutspuren gefundene EDTA-Menge zu gering sei, als dass es sich um präpariertes Blut eines Verdächtigen gehandelt haben könnte. Derartige Blutproben würden mit weit höheren Konzentrationen von EDTA versehen, um die Blutgerinnung zu hemmen. EDTA könne jedoch durch Sonnenlichtexposition zersetzt werden. Martz gab außerdem an, er habe sein eigenes Blut probeweise auf EDTA untersucht und dort ebenfalls Spuren des Gerinnungshemmers gefunden. EDTA sei ein künstlicher Stoff, der in der Natur eigentlich nicht vorkomme, jedoch in vielen Produkten und Nahrungsmitteln enthalten sei und auf diese Weise in den menschlichen Körper gelangen könne. Ebenso kann sich EDTA auf der Haut einer blutenden Person befunden haben und so ins Blut gelangen, beispielsweise wenn kurz zuvor EDTA-haltige Nahrung verzehrt wurde. Welche Menge an EDTA ein Mensch in den USA typischerweise im Blut hat, konnte nicht geklärt werden.
Im Kreuzverhör versuchte die Staatsanwaltschaft außerdem, die Glaubwürdigkeit von Rieders in Zweifel zu ziehen, mit dem Hinweis auf einen Mordfall, in dem Rieders im Auftrag der Staatsanwaltschaft mit denselben Analysemethoden, die im Fall Simpson zur Erkennung von EDTA verwendet wurden, im mutmaßlichen Mordopfer Hinweise auf eine Vergiftung mit Oleandrin und Oleandrigenin gefunden hatte, was eine Mordanklage gegen einen Verdächtigen zur Folge hatte. In einer zweiten Analyse bei einem anderen Labor mit vermeintlich besseren Analyseverfahren wurden diese Gifte jedoch nicht gefunden, woraufhin die Anklage fallengelassen wurde.
Chefanklägerin Marcia Clark wies in ihrem Schlussplädoyer außerdem darauf hin, dass bereits der erste am Tatort eingetroffene Polizeibeamte in seiner Zeugenvernehmung ausgesagt hatte, Blutspuren am Eisentor des Hintereingangs gesehen zu haben, also noch vor Eintreffen der von der Verteidigung der Platzierung von Blutspuren beschuldigten Beamten Fuhrman und Vanatter. Die Anklage argumentierte zudem, dass in anderen Blutspuren vom Tatort, die Simpson zugeordnet wurden, keine Hinweise auf EDTA nachgewiesen werden konnte, was jedoch der Fall sein müsste, wenn sämtliche Simpson zugeordneten Blutspuren von vermeintlich korrupten Polizeibeamten platziert worden seien.

### Fehler bei der Spurensicherung und -analyse
Das Vorgehen der Ermittler bei der Sicherung und Handhabung der Beweismittel sowie die Analysen der Kriminalisten wurden von Simpsons Anwälten scharf kritisiert. Der für die Beweissicherung am Tatort verantwortliche Kriminalist Dennis Fung habe grundlegende Regeln der Ermittlungsarbeit missachtet. Fung wurde insgesamt 9 Tage im Kreuzverhör vernommen – so lang wie kein anderer Zeuge. So habe er Beweismittel mit den bloßen Händen und ohne Handschuhe gesichert. Fung verneinte, dies getan zu haben, seine Aussage wurde jedoch durch ein Video vom Tag der Beweissicherung widerlegt. Gesicherte Blutspuren habe er mehrere Stunden in einem ungekühlten Polizeifahrzeug gelagert, das in der prallen Sonne gestanden habe. Einen Teil der Arbeiten zur Sicherung der forensischen Spuren habe Fung an seine Assistentin Andrea Mazzola delegiert, die zum damaligen Zeitpunkt nur Trainee war. Diese habe Blutproben vertauscht und nicht richtig beschriftet. Mazzola räumte ein, einige Proben nicht direkt katalogisiert zu haben. Darüber hinaus führten Simpsons Verteidiger ein internes Schulungsvideo der Polizei vor, in dem Mazzola Beweissicherungstechniken vorführt und dabei verschiedene Fehler begeht. Während der Beweissicherung sei zudem Browns Hund nicht vom Tatort ferngehalten worden. Die Ermittlungsarbeit Fungs wurde auch in den eigenen Reihen scharf kritisiert. Marcia Clark bezeichnete Fung nach dem Prozess als „verdammten Idioten“. Insgesamt führe die Art und Weise der Beweissicherung zu einer hohen Gefahr der Kontaminierung des Tatorts und verschiedener Beweisstücke.
Nach Simpsons Vernehmung am 13. Juni 1994 wurde seine freiwillig abgegebene Blutprobe von Philip Vannatter in Empfang genommen. Dieser hatte den Blutbehälter nach eigenen Angaben mehrere Stunden in seinem Besitz, da der zuständige Kriminalist am Tatort verweilt habe und er ihm die Blutprobe zur Katalogisierung als Beweisstück habe übergeben müssen. Vannatter transportierte die Probe in einem unverschlossenen Umschlag. Die Übergabe an Fung sei erst mehrere Stunden später geschehen, als Vannatter ebenfalls am Tatort eintraf. In der Zeit, in der Vannatter im Besitz von Simpsons Blutprobe war, war er auch auf Simpsons Anwesen. Ob und wann genau Vannatter die Probe an Fung weitergegeben hatte, ließ sich nicht ermitteln. Fungs Assistentin Mazzola gab an, die Probe habe sich, als sie den Tatort verließ, in einem Plastiksack befunden, den sie ins Polizeilabor mitgenommen habe.
Simpsons Ford Bronco, in dem Blutspuren gefunden wurden, die ihm und beiden Mordopfern zugeordnet wurden, befand sich seit dem 13. Juni 1994 in Polizeigewahrsam. Zwei Tage später brachen unbekannte Täter in das Fahrzeug ein. Die Motive der Täter sind unbekannt.
Ein Kriminalist des LAPD gab an, während der Analyse von Simpsons Probe Blut verschüttet zu haben. Auch habe er mit insgesamt 23 Proben gleichzeitig hantiert, anstatt wie empfohlen nur mit 15. John Gerdes, ein DNA-Experte der Verteidigung, gab an, das LAPD habe „persistente und chronische“ Probleme mit der Kontamination von Beweismitteln.

## Verschwörungstheorie der Verteidigung
Die Verteidiger Simpsons argumentierten mit Verweis auf die rassistischen Äußerungen Fuhrmans, den Nachweis von EDTA in Blutspuren am Tatort und den Ungereimtheiten bei der Spurensicherung, dass ihr Mandant Opfer einer Verschwörung der Ermittler sei. Fuhrman und Vannatter hätten Beweise gegen Simpson manipuliert, um diesem die Tat anzuhängen. Fuhrman habe dies aufgrund seiner rassistischen Einstellung gewollt, Vannatter habe eine klare Verurteilung angestrebt, um den prominenten Fall nicht zu verlieren. Die beiden Ermittler hätten wissentlich Grundregeln der Polizeiarbeit missachtet und auch unter Eid immer wieder gelogen. So seien Simpsons Blutspuren am Tatort und der blutige Handschuh auf Simpsons Grundstück zu erklären. Vannatter habe Simpsons Blut mit sich geführt und auf dessen Anwesen und am Tatort verteilt. So sei auch zu erklären, dass von Simpsons Blutprobe 1,5 Milliliter fehlten. Fuhrman habe den blutigen Handschuh vom Tatort zu Simpsons Haus gebracht, mit dem von Vannatter mitgeführten Blut Simpsons kontaminiert, auf dem Grundstück platziert, und dann als dort vorgefundenes Beweisstück präsentiert. Fuhrman und Vannatter seien „Dämonen des Bösen“ und „Zwillingsteufel der Täuschung“.
Die Verschwörung von Fuhrman und Vannatter in Verbindung mit einer nachlässigen Sicherung der Beweismittel und Ermittlungsfehlern von Fung, Mazzola und anderen Polizisten habe zu dem „Ozean an Beweisen“ der Staatsanwaltschaft geführt. Zeugen der Polizei hätten im Kreuzverhör zugegeben, dass ein Teil von Simpsons Blut bei der Analyse verschüttet wurde. Die DNA-Spuren eines möglichen anderen Täters seien am Tatort nicht mehr nachweisbar, da sie sich aufgrund der falschen Lagerung und unzeitigen Sicherung der Proben zersetzt haben. Simpsons Blutspuren am Tatort seien entweder absichtlich platziert worden oder das Ergebnis einer Kontaminierung durch fehlerhafte Arbeit der beteiligten Kriminalisten und Analysten. Diese hätten durch Inkompetenz und Unachtsamkeit bei der Beweissicherung verschiedene Blutproben mit Simpsons DNA verunreinigt. Wenn das Ausgangsmaterial bereits fehlerhaft sei, könne die darauf basierende Analyse nur „Müll“ zum Ergebnis haben („garbage in, garbage out“). Das LA Police Department sei eine „Jauchegrube der Kontamination“ („cesspool of contamination“). Alle Proben wurden vom LAPD gesichert und durch das LAPD weitergegeben. Dies sei die „Black Box“, in der sich die Kontaminationen ereignet hätten. Daher seien auch alle Analysen, die teilweise von anderen Stellen (z. B. dem Justizministerium von Kalifornien) durchgeführt worden waren, verfälscht.
Kritik an der Theorie der Verteidigung
Die Verschwörungstheorie von Simpsons Verteidigern wurde von der Staatsanwaltschaft und zahlreichen Prozessbeobachtern scharf kritisiert. In seinem Kommentar zum Strafprozess gegen Simpson merkte der frühere Staatsanwalt Vincent Bugliosi an, Fuhrman und Vannatter hätten sich durch eine Beweismanipulation einem extremen Risiko ausgesetzt. Für einen Doppelmord kann nach kalifornischem Recht die Todesstrafe verhängt werden. Zum Zeitpunkt der Ermittlungen war noch nicht klar, dass die Staatsanwaltschaft diese nicht beantragen würde. Nach Sektion 128 des Strafrechts des Staates Kalifornien kann für eine Falschaussage vor Gericht, die zu einer Exekution einer unschuldigen Person führt, ebenfalls die Todesstrafe verhängt werden. Auch wenn es nicht zur Exekution kommt, droht bei einem Meineid der Verlust des Arbeitsplatzes, der Pension und eine mehrjährige Gefängnisstrafe. Da auf den Socken in Simpsons Schlafzimmer Nicole Browns Blut gefunden wurde, hätten Vannatter oder Fuhrman zusätzlich zu dem in Vannatters Besitz befindlichen Blutbehälter Simpsons auch Nicole Browns Blut aufnehmen und auf den Socken platzieren müssen. Zu den EDTA-Spuren bemerkte Bugliosi, dass diese nur in wenigen Blutspuren Simpsons am Tatort gefunden wurden. Insbesondere in den Blutspuren, die nahe bei den Opfern gefunden wurden, seien keine Hinweise auf EDTA gefunden worden. Dutzende Blutspuren am Tatort, in Simpsons Bronco und auf dessen Anwesen seien jedoch ihm oder den Opfern zugeordnet worden. Ein einziger Tropfen Blut eines Verdächtigen am Tatort reiche für eine Verurteilung aus.
Bugliosi argumentierte weiter, Fuhrman und Vannatter hätten in unterschiedlichen Abteilungen gearbeitet und sich vor dem Mordfall Simpson nicht persönlich gekannt. Außer Fuhrman seien noch 14 weitere Polizeibeamte in der Tatnacht am Tatort gewesen, teilweise bereits vor Fuhrman. Keiner sagte aus, einen zweiten Handschuh gesehen oder Manipulationen durch Fuhrman oder Vannatter bemerkt zu haben. Zudem hätte Fuhrman den Handschuh im Beisein anderer Beamter zu Simpsons Anwesen transportieren und dort deponieren müssen. Dies sei unbemerkt kaum zu schaffen. Andere Polizeibeamte hätten also seine Beweismanipulation decken müssen. Vannatter war erst am 13. Juni 1994 in den Besitz von Simpsons Blutprobe gelangt, als über den Mord bereits weitläufig in den Medien berichtet wurde. Er hätte seine Beweismanipulationen also trotz der Anwesenheit von hunderten Schaulustigen, Medienvertretern und Dutzenden Polizeibeamten begehen müssen. Generell mache es gerade für Vannatter wenig Sinn, Simpsons Blut auf dessen Anwesen zu platzieren, da er selbst Simpson noch am Vormittag verhört hatte und Simpson angegeben hatte, sich in der Tatnacht zu Hause geschnitten und in und vor seinem Haus geblutet zu haben. Vannatter hätte diesen bereits vorhandenen Spuren allenfalls weitere hinzufügen können. Die Verschwörer hätten außerdem alle anderen Spuren des „wahren Täters“ beseitigen oder verheimlichen müssen, sofern der Täter nicht so geschickt war, trotz zweier äußerst brutaler Morde keine verwertbaren Blut- oder DNA-Spuren zu hinterlassen. Die Behauptung der Verteidigung, Fuhrman und Vannatter hätten Hand in Hand, gegebenenfalls mit dem Wissen oder sogar der Mithilfe weiterer Polizisten, für eine gezielte Belastung Simpsons gesorgt, sei vor diesem Hintergrund geradezu absurd. Vor dem Hintergrund der zahlreichen zusätzlichen Indizien sei Simpsons Schuld eindeutig bewiesen. Ein Freispruch Simpsons könne nur gerechtfertigt werden, wenn man der Behauptung Glauben schenkt, dass alle Blutspuren Simpsons am Tatort sowie auch die Blutspuren der Opfer auf Simpsons Anwesen auf eine Verschwörung oder auf Kontamination zurückgeführt werden können. Die Jury habe eine solche Verschwörung ganz offensichtlich für glaubwürdiger gehalten als die simple Theorie der Staatsanwaltschaft, ein eifersüchtiger Mann mit einer langen Vorgeschichte häuslicher Gewalt habe seine Ex-Frau ermordet.
Auch die Chefanklägerin Marcia Clark äußerte sich in ihrem Schlussplädoyer in ähnlicher Form. Fuhrman und Vannatter hätten zum Zeitpunkt der Ermittlungen nicht wissen können, ob es Augenzeugen für den Mord gegeben hätte oder ob der „wahre“ Täter in anderer Weise eindeutig überführt werden könne. Außerdem hätten sie sich hinreichend sicher sein müssen, dass O.J. Simpson für die Tatzeit – einem Sonntagabend – kein Alibi hatte, was bei einem Prominenten wie Simpson, der generell wenig Zeit alleine verbringt, als eher unwahrscheinlich zu bewerten sei. Ihre Beweismanipulation, insbesondere die Platzierung des Handschuhs, hätte sonst zu einem späteren Zeitpunkt deutlich werden können. Die Polizisten hätten sich folglich einem irrationalen Risiko ausgesetzt. Dies gilt insbesondere für Vannatter, der kurz davor war, in Ruhestand zu treten. Hätte es eine weitläufige Kontamination mit Simpsons Blut im Labor des LAPD gegeben, hätte Simpsons DNA auch Blutproben anderer Fälle verunreinigen müssen. Sie tauche jedoch nur bei Proben auf, die in Verbindung zum Fall Simpson stehen. Außerdem seien die Analysen nicht nur im LAPD durchgeführt worden. Auch verschiedene Institute, das FBI, und das Justizministerium des Bundesstaates Kalifornien seien beteiligt gewesen. Alle Analysen kämen zu dem Ergebnis, dass sich Simpsons Blut am Tatort findet. Die Wahrscheinlichkeit, dass alle im Fall Simpson durchgeführten DNA-Analysen verfälscht seien, sei verschwindend gering.

## Wichtige Zeugenaussagen
Allan Park (Limousinenfahrer)
Allan Park war der Fahrer der Stretchlimousine, der Simpson in der Tatnacht um 22:45 Uhr an seinem Anwesen in der North Rockingham Avenue abholen und zum Flughafen fahren sollte. Park war ein enorm wichtiger Zeuge für die Anklage, da er die erste Person war, die Simpson nach dem vermuteten Zeitpunkt der Morde gesehen hat. Er wurde von den Prozessbeteiligten weitgehend übereinstimmend als glaubwürdiger Zeuge betrachtet. Seine Aussagen zu den Zeitpunkten bestimmter Vorkommnisse gelten als besonders verlässlich, da es ihm als Fahrer wichtig war, zu der verabredeten Zeit auch vor Ort zu sein – zumal es sich bei seinem Kunden um einen Prominenten handelte. Es sei daher glaubwürdig, dass er besonders häufig auf die Uhr gesehen habe und sich die Zeiten gut merken konnte. Außerdem führte er kurz vor und nach dem Eintreffen auf Simpsons Anwesen mehrere Telefongespräche von seinem Mobiltelefon. Zu diesen Gesprächen liegen Verbindungsdaten vor.
Park gab in seiner Vernehmung an, um 22:22 Uhr an Simpsons Anwesen eingetroffen zu sein. Er habe das Haus von Süden her kommend über die North Rockingham Avenue angesteuert. Dort habe er die richtige Hausnummer gesucht, die in der North Rockingham Avenue teils auf den Bordsteinen angebracht ist. Hierbei sei ihm kein parkendes Auto, insbesondere kein weißer Ford Bronco, vor Simpsons Haus aufgefallen. Bei der North Rockingham Avenue handelt es sich um eine verhältnismäßig schmale Straße. Einem auf der Straße oder Randstein geparkten Auto hätte Park mit großer Sicherheit ausweichen müssen. Er habe die Limousine dann in die Ashford Street vor das Eingangstor zu Simpsons Anwesen gesteuert, sodass die Scheinwerfer der Limousine einen Teil der Hofeinfahrt bis hin zur Haustür ausleuchteten. Daraufhin habe er gewartet und eine Zigarette geraucht. Um 22:40 Uhr habe er dann über die Sprechanlage bei Simpson geklingelt. Es sei kein Licht im Haus zu sehen gewesen und niemand habe die Tür geöffnet. Danach habe er mehrere Telefonate geführt und mehrere weitere Male geklingelt. Um 22:52 Uhr rief sein Chef ihn zurück und sagte, er solle bis 23:15 Uhr warten, da Simpson oft zu spät komme. Während dieses Gespräches habe er eine dunkel gekleidete, etwa 1,83 m große (6 ft) und 91 kg (200 lbs) schwere schwarze Person über die Hofeinfahrt laufen und ins Haus gehen sehen. Simpsons Körpergröße beträgt 1,85 m (6 ft 1 in). Daraufhin seien Lichter im Haus angegangen. Er habe dann seinem Chef gesagt, es sei doch jemand zu Hause, und aufgelegt. Gemäß den Verbindungsdaten endete das Gespräch um 22:55 Uhr. Die Verbindungsdaten von Parks Telefongesprächen stimmen mit seinen Angaben zum Zeitpunkt der Gespräche überein. Danach klingelte er erneut. Diesmal meldete sich Simpson nach etwa einer Minute. Er gab an, er habe verschlafen und sei gerade aus der Dusche gekommen.
Park fuhr die Limousine vor Simpsons Haustür, um Simpsons Gepäck einzuladen. Simpson hatte fünf Gepäckstücke. Bei einem dieser Gepäckstücke, einer dunklen Stofftasche, bestand Simpson darauf, es selbst ins Auto zu bringen und nicht wie sein übriges Gepäck von Park oder Kato Kaelin einladen zu lassen. Park bemerkte keine Schnittwunden oder sonstige Verletzungen an Simpson. Auf dem Weg zum Flughafen klagte Simpson mehrfach darüber, dass es ihm zu heiß sei. Laut Park handelte es sich um eine milde Sommernacht. In seinen Flug nach Chicago checkte Simpson mit nur drei Gepäckstücken ein.
Die Ermittler fanden in der Tatnacht Simpsons Ford Bronco vor seiner Hofeinfahrt schräg auf dem Randstein geparkt, so als ob der Fahrzeugführer in Eile geparkt habe. Daraus und aus Parks Aussage schließen die Ermittler, dass Simpson zum vermuteten Tatzeitpunkt nicht zu Hause war, sondern erst gegen 22:50 Uhr vom Tatort in sein Haus zurückgekehrt sei. Damit hätte er genug Zeit gehabt, die Morde zwischen 22:15 Uhr und 22:40 Uhr zu verüben. In der Tasche, die Simpson auffälligerweise selbst einladen wollte, vermutet die Staatsanwaltschaft die Tatwaffe und seine blutige Kleidung. Diese habe er am Flughafen in einem Mülleimer entsorgt.
Kato Kaelin (Hausgast von Simpson)
Kato Kaelin, ein bis dato weitgehend erfolgloser Schauspieler, wohnte zum Zeitpunkt der Morde als Hausgast in einem Gästezimmer in Simpsons Hinterhaus. Kaelin hatte zuvor als Untermieter bei Nicole Brown gewohnt, sei jedoch nur platonisch mit ihr befreundet gewesen. Simpson bot Kaelin daraufhin an, stattdessen kostenlos im Gästezimmer auf dessen Anwesen zu wohnen – mutmaßlich aufgrund der Sorge, er und seine Ex-Frau könnten sich näherkommen. Kaelin war ursprünglich ein Zeuge der Anklage. Während der Zeugenvernehmung beantragte die Staatsanwaltschaft jedoch, Kaelin zu einem „feindlichen Zeugen“ („hostile witness“) zu erklären, der dem Grunde nach den Zielen der Staatsanwaltschaft negativ gegenübersteht. Diese Vermutung ergab sich, weil Kaelin kostenlos bei Simpson wohne und sich von dessen Beziehungen Vorteile für seine Schauspielkarriere erhoffe. Kaelins Aussagen waren von entscheidender Bedeutung, da er die letzte Person war, die Simpson vor dem mutmaßlichen Tatzeitpunkt gesehen hatte und die einzige Person, die sich zum Tatzeitpunkt auf Simpsons Anwesen aufgehalten hatte und dessen Anwesenheit dort hätte bestätigen können. Er hätte Simpson also ein Alibi verschaffen können, sagte jedoch aus, Simpson in der Tatnacht zwischen 21:35h und 23:00h nicht gesehen zu haben und keine Angaben zu dessen Aufenthaltsort während des fraglichen Zeitraums machen zu können. Wie der Limousinenfahrer Park berichtete auch Kaelin, dass Simpson vor seiner Abfahrt zum Flughafen darauf bestand, eine Stofftasche selbst in die Limousine einzuladen. Er habe dabei behilflich sein wollen, was Simpson jedoch ausdrücklich ablehnte. Die Tasche, wie auch die dunkle Kleidung, die Simpson an diesem Abend trug, wurden niemals gefunden.
Keith Zlomsowitch (Freund von Nicole Brown)
Zlomsowitch, ein Bekannter von Nicole Brown, war der Geschäftsführer des Restaurants Mezzaluna und führte mit Brown im Jahr 1992 eine kurze Affäre. Im Rahmen einer Voranhörung vor einer Grand Jury gab Zlomsowitch an, er und Nicole Brown seien von Simpson verfolgt und regelrecht gestalkt worden. So sei Simpson bereits bei ihrer ersten Verabredung, als Zlomsowitch sich mit Brown in ein Restaurant zum Abendessen begeben hatte, an ihren Tisch gekommen und habe in bedrohlichen Tonfall gesagt „Ich bin O.J. Simpson und dies ist immer noch meine Ehefrau“. Auch bei der zweiten Verabredung des Paares sei Simpson im selben Lokal anwesend gewesen. Im April 1992 habe Simpson ihn und Nicole Brown in Browns Haus durch ein Fenster zum Garten hin beim Sex im Wohnzimmer beobachtet. Am folgenden Tag sei Simpson erneut bei Browns Haus erschienen und habe ihm mitgeteilt, dass er ihn und Brown am Vorabend beobachtet habe. In einem im Jahr 2018 vom US-Sender Fox News ausgestrahlten Interview bestätigte Simpson den Vorfall.

## Alternative Theorien zur Täterschaft
Von Simpsons Verteidigern und in den Medien wurden verschiedene Theorien zu möglichen anderen Tätern vorgebracht, wobei nach weit überwiegender Meinung von Kommentatoren und Prozessbeobachtern für keine der Theorien glaubwürdige Belege vorliegen. Im Prozess gegen Simpson versuchten dessen Anwälte auf mögliche andere Täterkreise zu verweisen, was jedoch von Richter Ito mit Hinweis auf die Implausibilität dieser Theorie abgelehnt wurde. Im Schlussplädoyer durften Simpsons Anwälte gegenüber der Jury zwar argumentieren, dass ein anderer Täter verantwortlich sein könnte, jedoch durfte kein bestimmter Täterkreis genannt werden, aus dem ein alternativer Täter hätte stammen können.

### Auftragsmörder eines Drogenkartells
Die Verteidigung behauptete, dass das brutale Vorgehen des oder der Täter gegen Brown auch mit der Vorgehensweise professioneller Auftragsmörder aus dem Drogenmilieu übereinstimmen könne. Faye Resnick, eine Freundin des Opfers, habe Kokain konsumiert und Schulden bei einem kolumbianischen Drogendealer gehabt. Es sei möglich, dass ein Auftragsmörder es eigentlich auf Resnick abgesehen und Brown aufgrund ihrer ähnlichen äußeren Erscheinung versehentlich umgebracht habe. Der vorsitzende Richter erlaubte jedoch keine Präsentation dieser Theorie gegenüber der Jury, da es sich um Spekulation handele und die Verteidigung keine wesentlichen Indizien für die Richtigkeit ihrer Mutmaßungen vorlegen konnte.

### Serienmörder
In den Medien wurde über eine mögliche Täterschaft eines sadistisch motivierten Serienkillers spekuliert. Eine Dokumentation des Discovery Channel behauptete, der wegen mehrfachen Mordes in der Todeszelle sitzende Glen Rogers habe Verwandten und der Polizei gegenüber erklärt, er habe Brown und Goldman im Auftrag Simpsons ermordet. Rogers hatte vor dem Mord über einen kurzen Zeitraum Malerarbeiten an Simpsons Haus durchgeführt und gibt an, auch seine Ex-Frau gekannt zu haben. Die Goldman-Familie bezeichnete diese Theorie als unverantwortlich. Nichts deute auf einen anderen Täter als Simpson hin. Die Serienmörder-Theorie spielte im Gerichtsverfahren keine Rolle.

### Verdacht gegen Simpsons Sohn
Der Privatdetektiv William C. Dear behauptete, Indizien dafür zu haben, dass der Mord von Simpsons Sohn aus erster Ehe, Jason, begangen wurde. O.J. Simpson sei demnach am Tatort gewesen, um seinen Sohn vom Mord abzuhalten, ihm nach dem Mord beim Verlassen des Tatorts zu helfen oder sogar absichtlich Beweise zu hinterlassen, die auf ihn selbst hindeuten, um seinen Sohn vor Strafverfolgung zu schützen. Jason sei psychisch gestört und habe häufige Wutanfälle gehabt. Zwei seiner Freundinnen berichteten von tätlichen Übergriffen und teils lebensbedrohlicher häuslicher Gewalt, die sie in ihren Beziehungen mit Jason Simpson erfahren hätten. In der Nacht des Mordes habe Nicole Brown eigentlich einen Tisch in dem Lokal gebucht, in dem Jason als Koch arbeitete. Sie und ihre Begleitung seien dort jedoch nie erschienen und hätten stattdessen das „Mezzaluna“ aufgesucht. Dies habe Jason so zornig gemacht, dass er zu Browns Haus gefahren sei und sie ermordet habe. Im Gerichtsverfahren spielte auch diese Theorie keine Rolle. Jason Simpson wurde als möglicher Tatverdächtiger schnell aussortiert, da er zur Tatzeit an seinem Arbeitsplatz gewesen sei. Dear behauptete, Jason habe seine Stempelkarte manipuliert und das Restaurant bereits früh verlassen.

## Urteil
Am 3. Oktober 1995 wurde Simpson von der zwölfköpfigen Jury vom Mordvorwurf (murder of the first degree) in beiden Fällen freigesprochen und umgehend aus der Haft entlassen. Auch eine Verurteilung wegen eines minderschweren Tötungsdeliktes (murder of the second degree) verneinte die Jury. Die Jury gelangte zu ihrem einstimmigen Urteil nach einer Beratungszeit von weniger als vier Stunden, einer in Anbetracht der Komplexität und Dauer des Prozesses sehr kurzen Zeitspanne. Offen blieb, ob die Jury von ihrem Recht, einen Angeklagten ungeachtet der Beweise oder der geltenden Gesetze freizusprechen (englisch jury nullification) Gebrauch gemacht oder nach der Unschuldsvermutung (in dubio pro reo) zugunsten Simpsons entschieden hat, denn eine Jury muss ihre Entscheidung gegenüber dem Gericht nicht begründen. Ein Freispruch durch eine Jury in einem US-Strafverfahren ist endgültig und sofort rechtskräftig. Die Staatsanwaltschaft hat keine Berufungsmöglichkeit.

## Reaktionen
Die Urteilsverkündung im Fall Simpson wurde auf allen führenden amerikanischen TV-Kanälen live übertragen und wurde mit 150 Millionen TV-Zuschauern zu einem der bis zu diesem Zeitpunkt meistgesehenen Ereignisse in der Geschichte des amerikanischen Fernsehens. Aufgrund des hohen Medieninteresses führte der Freispruch Simpsons in der amerikanischen Öffentlichkeit zu heftigen Reaktionen, die Beobachtern zufolge in der schwarzen und weißen Bevölkerung oft sehr unterschiedlich ausfielen. Fernsehbilder von öffentlichen Liveübertragungen des Urteils zeigen vielfach schockierte weiße und ekstatische schwarze Zuschauer innerhalb derselben Zuschauergruppe. Umfragen zufolge hielten zum Zeitpunkt der Urteilsverkündung nur ca. 20 % der Schwarzen Simpson für schuldig, jedoch über 60 % der Weißen.
In einer von seinem Sohn Jason verlesenen Erklärung bekräftigte Simpson erneut seine Unschuld und sprach den Familien von Nicole Brown und Ronald Goldman sein Beileid aus. Er gab an, er freue sich, dass der „Albtraum“, der mit der Ermordung seiner Ehefrau begonnen habe, endlich zu Ende sei und kündigte an, alle ihm möglichen Anstrengungen zu unternehmen, um den oder die wahren Täter zu finden. Im Übrigen wolle er sich um die Erziehung seiner beiden aus der Ehe mit Brown stammenden Kinder kümmern.
Fred Goldman, der Vater des Mordopfers, griff die Anwälte Simpsons zum Ende des Prozesses heftig an, insbesondere für deren Fokussierung auf die Rassenfrage. Hierbei bezog er sich insbesondere auf Simpsons Hauptverteidiger Johnnie Cochran und dessen Hitler-Vergleiche im Schlussplädoyer der Verteidigung. Dieser sei „absolut krank“ und solle weggesperrt werden.
Simpsons eigene Anwälte äußerten sich in verschiedenen Interviews differenziert zum Freispruch ihres Mandanten. Robert Kardashian, ein persönlicher Freund Simpsons, äußerte in einem Interview mit Barbara Walters im Jahr nach dem Freispruch Zweifel an Simpsons Unschuld. Er habe lange Zeit vor bestimmten Dingen die Augen verschlossen. Die Blutspuren am Tatort und auf Simpsons Anwesen seien trotz aller Ungereimtheiten sehr belastend. Kardashian behauptete außerdem, Robert Shapiro habe ihm gesagt, er glaube, Simpson sei schuldig. Shapiro habe versucht, Simpson zu einem Schuldbekenntnis und einer Übereinkunft mit der Staatsanwaltschaft über eine geringere Haftstrafe zu überreden. Trotz allem würde er selbst jedoch, wäre er in der Jury, aufgrund „vernünftiger Zweifel“ weiterhin auf „nicht schuldig“ erkennen. Über Kardashians Haltung zu Simpson war bereits zum Ende des Prozesses spekuliert worden, nachdem Kardashian nach der Urteilsverkündung – ganz im Gegensatz zum sichtlich erleichterten Hauptverteidiger Johnnie Cochran – einen nachdenklichen Eindruck hinterlassen hatte. Barry Scheck und Peter Neufeld zeigten sich gegenüber Charlie Rose im Oktober 1995 überzeugt von Simpsons Unschuld und verteidigten den Freispruch. Es sei erwiesen, dass die Ermittler schwere Fehler gemacht, gelogen und Beweise manipuliert hätten. Robert Shapiro gab in einem Interview im Jahr 2016 an, man müsse zwischen moralischer und rechtlicher Gerechtigkeit unterscheiden. Durch den Freispruch sei im rechtlichen Sinn Gerechtigkeit hergestellt worden.
Kathleen Bell, die Simpsons Verteidiger auf rassistische Äußerungen Fuhrmans aufmerksam gemacht hatte, gab in einem Interview mit dem Nachrichtensender CNN nach dem Freispruch an, sie fühle sich „furchtbar“ und hoffe, ihre Aussage habe keinen wesentlichen Einfluss auf die Jury gehabt. Den Tränen nahe fügte sie hinzu, sie wisse nicht, wie sie sich jemals bei den Opferfamilien entschuldigen könne.
Mitglieder der Jury
Die Jurorin Carrie Bess gab in einem Interview in der Dokumentation O.J. Simpson: Made in America im Jahr 2015 im Hinblick auf Nicole Brown an, sie verliere jeden Respekt, wenn eine Frau „sich ohne Not den Hintern versohlen lasse“. („I lose respect for a woman who take [sic] an ass-whuppin’ when she don’t [sic] have to.“) Im Übrigen sei der Freispruch auch „Rache“ für Rodney King gewesen. Dies sei die Haltung von 90 % der Jury-Mitglieder gewesen.
Der Juror Lionel Cryer zeigte nach dem Freispruch beim Verlassen des Gerichtssaals das Zeichen der Organisation Black Power. Auch Jahre später gab er noch an, er sei der Meinung, Simpson sei unschuldig.
Der Juror David Aldana sagte in einem Interview mit dem Nachrichtensender CNN 20 Jahre nach dem Urteil, er glaube immer noch, Beweisstücke seien von der Polizei am Tatort platziert worden. Man habe Simpson die Tat anhängen wollen. Er glaube von ganzem Herzen an dessen Unschuld.
Buch und Interview zum hypothetischen Tatablauf
Simpson versuchte, im Jahr 2006 ein Buch zu veröffentlichen, in dem der hypothetische Tatablauf aus Sicht des Täters geschildert werden sollte, wobei er jedoch weiterhin seine Unschuld beteuerte. Ghostwriter des Buches war der zur Tatzeit in Nicole Browns unmittelbarer Nachbarschaft lebende Autor Pablo Fenjves, der im Prozess gegen Simpson auch als Zeuge aufgetreten war. In einem im selben Jahr aufgezeichneten und im Jahr 2018 vom US-Sender Fox News ausgestrahlten Fernsehinterview machte er außerdem sehr konkrete Angaben darüber, wie er die Tat geplant und durchgeführt hätte, wenn er der Täter gewesen wäre. In dem Interview schilderte Simpson weite Teile des Tatablaufs aus der Ich-Perspektive. Die Angaben passten teilweise zu den Ermittlungsergebnissen der Staatsanwaltschaft, wichen jedoch in Teilen auch erheblich davon ab. Beispielsweise gab Simpson an, der hypothetische Täter habe einen Komplizen namens „Charlie“ gehabt. Die Goldman-Familie erlangte jedoch aufgrund des Urteils gegen Simpson im Zivilprozess die Rechte an Buch und Interview und stoppte in beiden Fällen die Veröffentlichung. Simpsons Buch wurde im Jahr 2007 von der Goldman-Familie unter dem Titel If I did it - Confessions of the Killer herausgegeben. Alle Einnahmen stehen gemäß einem Gerichtsbeschluss zufolge der Goldman-Familie zu.
In den Medien wurde kontrovers diskutiert, ob die von Simpson als hypothetisch bezeichneten Ausführungen in seinem Buch und dem Interview als Geständnis gewertet werden können. Diese Ansicht vertrat unter anderem die Goldman-Familie und begründete damit die Veröffentlichung des Buches.

## Nachfolgender Zivilprozess
Im Jahr nach dem Freispruch strengten die Opferfamilien eine Zivilklage gegen Simpson an, um ihn für die beiden Morde auf Schadenersatz zu verklagen. In einem Zivilprozess ist es deutlich einfacher, eine Verurteilung zu erreichen. Im Gegensatz zum Mordprozess ist für einen Schuldspruch nach kalifornischem Recht nicht der restriktive „Reasonable-Doubt-Standard“ anzuwenden, nach dem ein Schuldspruch nur möglich ist, wenn „keinerlei vernünftige Zweifel“ an der Schuld des Angeklagten bestehen. Vielmehr genügt eine überwiegend klare Beweislage gegen den Angeklagten („preponderance of the evidence“) für eine Verurteilung. Die Entscheidung der Jury muss nicht einstimmig fallen. 9 von 12 Juroren können eine Verurteilung herbeiführen, wenn sie von der Schuld des Angeklagten überzeugt sind. In der Jury im Zivilprozess, der in Santa Monica verhandelt wurde, saßen diesmal 9 weiße Juroren. Eine Aussage des Angeklagten kann anders als im Mordprozess erzwungen werden, was Beobachtern zufolge Simpson schadete. Außerdem konnten zusätzliche Beweismittel, wie die Bruno-Magli-Schuhabdrücke, genutzt werden. Der Zivilprozess endete mit einem einstimmigen Schuldspruch und dem Zuspruch von Schadenersatz in Höhe von 33,5 Millionen US-Dollar an die Opferfamilien.
Simpsons selbst genutzte Immobilien im US-Bundesstaat Florida sowie ein Pensionsfonds in Höhe von 4 Millionen US-Dollar waren gesetzlich gegen eine Pfändung geschützt, sodass Simpson trotz der Verurteilung auf Schadenersatz einen hohen Lebensstandard aufrechterhalten konnte.

## Auswirkungen auf die Strafverfolgung in Kalifornien
Die im Lauf des Prozesses aufgedeckten Fehler bei der Beweissicherung, der kontroverse Umgang der Polizei mit den früheren Vorfällen häuslicher Gewalt sowie die Rassismusvorwürfe gegen Mark Fuhrman führten nach Simpsons Freispruch zu weitreichenden Veränderungen in der Strafverfolgung von Gewalttaten in Los Angeles und dem Bundesstaat Kalifornien. Viele Polizisten und Staatsanwälte zeigten sich regelrecht schockiert über die Tatsache, dass trotz einer mehrheitlich als äußerst aussichtsreichen eingeschätzten Beweislage gegen Simpson keine Verurteilung erreicht werden konnte. In den Medien entwickelte sich eine teils scharf geführte Kontroverse darüber, ob im LAPD ein systemisches Problem mit Inkompetenz und Rassismus besteht.
Vorwürfe tätlicher Angriffe von Ehe- oder Lebenspartnern wurden bis zum Prozess gegen Simpson oft nicht weiter verfolgt, wenn das Opfer auf eine Strafverfolgung verzichtete und die mutmaßlichen Täter oft direkt wieder freigelassen. Strafen und Sanktionen gegen die Täter fielen oft milde aus. Nach dem Simpson-Prozess gingen Polizei und Staatsanwälte dazu über, Vorfälle häuslicher Gewalt mit deutlich größerem Nachdruck zu verfolgen. Gesetze gegen Gewalt in der Partnerschaft wurden verschärft und Hilfsangebote für Opfer häuslicher Gewalt deutlich ausgebaut. Nach übereinstimmender Aussage der Chefanklägerin Marcia Clark und dem Simpson-Verteidiger Carl Douglas führte das LAPD nach 1995 eine informelle Regel ein, der zufolge die mutmaßlichen Täter bei Vorfällen häuslicher Gewalt ausnahmslos festzunehmen sind, wenn beim Opfer Spuren von Gewalt erkennbar sind.
Das LAPD überarbeitete auch die Richtlinien und Ausbildungsinhalte zur Beweissicherung und Tatortbegehung mit dem Ziel einer weiteren Professionalisierung der Ermittler und einer Verringerung möglicher Fehlerquellen. Auch die Infrastruktur für die Beweismittelanalyse wurde stark ausgebaut und verbessert, unter anderem durch ein vom Bundesstaat Kalifornien finanziertes, über 100 Millionen US-Dollar teures Analysezentrum. Außerdem trugen die Erfahrungen der Strafverfolgungsbehörden im Simpson-Prozess dazu bei, dass die zur damaligen Zeit noch relativ neue Methode der DNA-Analyse zu einem Kernthema der Ausbildung von Kriminalisten wurde, wobei auch erstmals einheitliche Standards und Sorgfaltsgebote für die Sammlung, Verwahrung und Analyse von DNA-Proben definiert wurden.
Der Simpson-Prozess führte außerdem einem Millionenpublikum im ganzen Land durch die „Fuhrman-Tapes“ direkt vor Augen, dass rassistische Tendenzen in Teilen der Polizei noch immer existierten und teilweise toleriert oder nicht ernst genommen wurden. Noch während des Prozesses verkündete der Polizeichef von Los Angeles eine „unverhandelbare“ Nulltoleranzstrategie gegen Rassismus und andere Formen der Diskriminierung im Polizeidienst.

## Trivia
Etwa ein Jahr nach dem Freispruch wurde bekannt, dass Simpson sich kurz nach der Mordnacht einem Lügendetektortest unterzogen und diesen nicht bestanden hatte. Sein Testergebnis betrug −22, was auf eine „extreme Täuschungsabsicht“ hindeutet. Der Test wurde auf Anraten seines anwesenden Anwalts F. Lee Bailey abgebrochen. Bailey begründete dies damit, dass ein solcher Test so kurz nach dem Tod eines Angehörigen nicht ordnungsgemäß durchgeführt werden könne. Simpson selbst gab an, sehr emotional auf die Fragen reagiert und daher den Test nicht bestanden zu haben. Im Gerichtsverfahren spielte der Test keine Rolle.
Bereits im Jahr 1981 hatte Mark Fuhrman die Freistellung vom Polizeidienst und eine stressbedingte Frührente beantragt. Er gab an, er habe Probleme mit seiner Aggressivität und hasse „Nigger“. Der Antrag wurde abgelehnt und Fuhrman dazu aufgefordert, seinen Dienst wieder aufzunehmen. Simpsons Verteidiger warfen ihm zudem vor, er habe Nazi-Erinnerungsstücke gesammelt und Hakenkreuze auf die Spinde anderer Polizeibeamter gemalt. Im Gerichtsverfahren spielten diese Vorwürfe und Fuhrmans Pensionsantrag keine wesentliche Rolle.
Zur Veranschaulichung der prozessrelevanten Lokalitäten ordnete Richter Ito gemeinsam mit der Jury eine Ortsbegehung von Simpsons Anwesen und Nicole Browns Wohnhaus an. Laut einer späteren Aussage des Simpson-Verteidigers Carl Douglas hingen in Simpsons Haus ursprünglich zahlreiche Fotos und Abbildungen, die Simpson fast ausschließlich mit weißen Prominenten und Mitgliedern der Oberschicht zeigten. Simpsons Anwälte ließen diese Fotos vor der Ortsbegehung entfernen und ersetzten sie durch Abbildungen, die Simpson mit schwarzen Personen und Familienmitgliedern zeigten. Die neuen Bilder stammten teilweise aus dem Besitz seines Hauptverteidigers Johnnie Cochran.
Simpson drohte vor seiner Festnahme mindestens zweimal damit, sich selbst umzubringen. Nach seiner Rückkehr aus Chicago vertraute er seine Selbstmordgedanken Robert Kardashian in dessen Haus an. Wenige Tage später, während seiner Flucht im Ford Bronco seines Freundes Al Cowlings, sprach er über sein Mobiltelefon wieder mit Kardashian und gab an, er halte eine Pistole an seinen Kopf und habe bereits abgedrückt, jedoch habe der Abzug nicht funktioniert. Außerdem hinterließ Simpson vor seiner Flucht seinem Anwalt ein Schreiben, das weitläufig als Abschiedsbrief aufgefasst wurde. Prozessbeobachter bezeichneten den Inhalt des Schreibens als hochgradig belastend. Simpson schreibe zwar, er habe nichts mit dem Mord an seiner Frau zu tun, machte jedoch keine Anstalten, den wahren Täter zu finden oder seine Unschuld zu beweisen. Im Gerichtsverfahren verzichtete die Anklage darauf, das Schreiben als Beweismittel vorzulegen, was gemeinhin als schwerer Fehler aufgefasst wurde.
Simpson lehnte es in den letzten Prozesswochen ab, sich selbst einer Zeugenvernehmung durch die Anklage zu stellen. Als Grund gab er an, er wolle den Prozess insbesondere im Interesse der Jury und seiner Kinder nicht weiter verlängern.
Simpsons Anwälte legten während der etwa 2,5-stündigen Schlussbemerkungen („rebuttal“) der Chefanklägerin Marcia Clark insgesamt 50-mal Einspruch ein (ca. ein Einspruch alle 3 Minuten). Teilweise zogen diese Einwände mehrminütige Unterbrechungen nach sich. Prozessbeobachter vermuteten hinter dieser auffälligen Häufung eine bewusste Strategie, um den Argumentationsfluss der Staatsanwaltschaft bei deren letzter Möglichkeit des Vortrags vor der Jury zu stören. Die Einsprüche wurden von Richter Ito fast ausschließlich abgewiesen. Von im US-Recht vorgesehenen weitergehenden Sanktionen wie einer Verhängung von Ordnungshaft oder Ordnungsgeld für eine Missachtung des Gerichts („contempt of court“) machte Ito jedoch keinen Gebrauch.
Nach dem Freispruch erhielt Simpson das alleinige Sorgerecht für die beiden gemeinsamen Kinder aus der Ehe mit Nicole Brown zugesprochen, obwohl ein Zivilprozess auf Schadenersatz für die Opferfamilien noch anhängig war. Das Sorgerechtsurteil hatte auch nach seiner Verurteilung im Zivilprozess weiter Bestand.
Der Zeuge Kato Kaelin, der als „Hausgast“ bei Simpson wohnte und mit diesem einen Teil der Tatnacht verbrachte, wurde nach dem Prozess zu einem TV-Star, unter anderem mit einem Reality-Format, bei dem Kaelin durch die USA reiste und versuchte, bei verschiedenen Prominenten ebenfalls als „Hausgast“ unterzukommen.
Mehrere der an dem Prozess beteiligten Anwälte schlossen nach dem Prozess teils sehr hoch dotierte Buchverträge ab. Berichten zufolge erlöste zum Beispiel die Chefanklägerin Marcia Clark 4,2 Millionen US-Dollar mit ihrem Buch über den Prozess. Mark Fuhrman beendete seinen Polizeidienst, zog in die Kleinstadt Sandpoint im Bundesstaat Idaho und arbeitete fortan als Krimiautor. In einem TV-Interview anlässlich des 20. Jahrestages des Freispruchs gab er an, der Prozess gegen Simpson habe sein Leben ruiniert.
Simpsons Freund Al Cowlings, der Fahrer des weißen Ford Bronco während Simpsons Flucht, gab während des Prozesses eine Pressekonferenz, in der er auf eine kostenpflichtige Telefonnummer (2,99 $ pro Minute) hinwies, über die für die Öffentlichkeit aufgezeichnete Auskünfte über seine Beziehung zu Simpson und dessen erster Ehefrau Marguerite erreichbar waren. Nach Angaben seines Publizisten erlöste er durch die Aktion über 1 Million US-Dollar.
Am 8. September 1995 – etwa ein Monat vor Simpsons Freispruch – wurde der Kellner Michael Nigg im Stadtteil Hollywood bei einem versuchten Raubüberfall von unbekannten Tätern in seinem Auto erschossen. Nigg hatte wie Ronald Goldman im Restaurant Mezzaluna gearbeitet und war mit diesem befreundet. Eine Verbindung zum Mord an Goldman wurde jedoch nie hergestellt. Der Mordfall ist bis heute ungelöst.

## Dokumentationen und Fernsehfilme
- Ezra Edelman (2016): O.J. Simpson – Made in America
- Ryan Murphy, Anthony Hemingway, John Singleton (2016): American Crime Story – The People v. O. J. Simpson (Fernsehserie, 10 Episoden)
- Vincent Bugliosi (1999): Absolutely 100 % Guilty
- Fox (1995): Die O.J. Simpson Story – Der Mordfall des Jahrhunderts
- CNN: The People vs. O.J. Simpson – The Case for the Prosecution
- CNN: The People vs. O.J. Simpson – The Case for the Defense
- Netflix (2025): American Manhunt: O.J. Simpson